# Dinh dưỡng cho ngựa

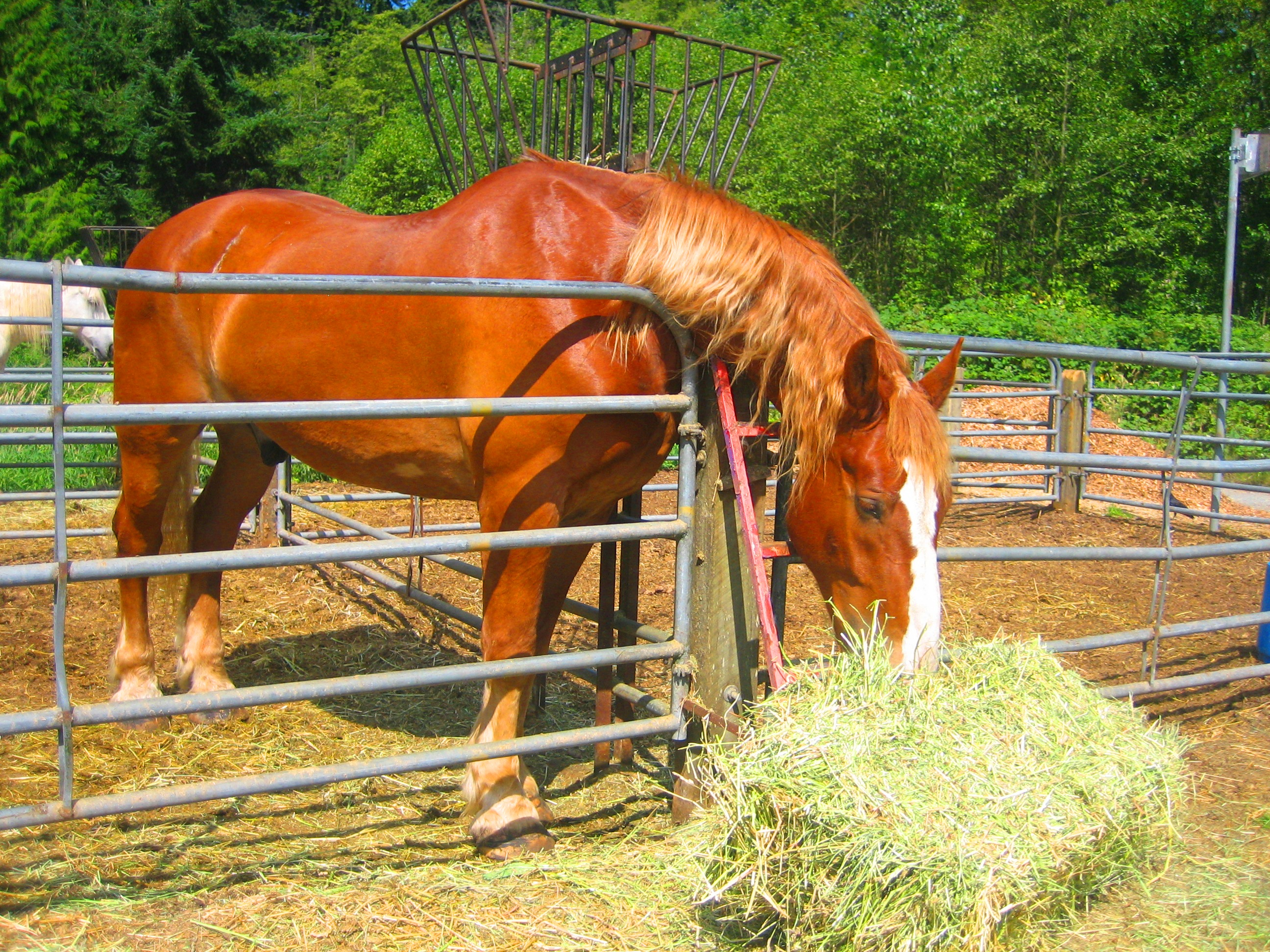
Một con ngựa hồng đang ăn cỏ khô, ngựa thuộc nhóm đại gia súc, chúng có nhu cầu thức ăn lớn, những con ngựa có khối lượng lớn thì cần lượng thức ăn nhiều hơn

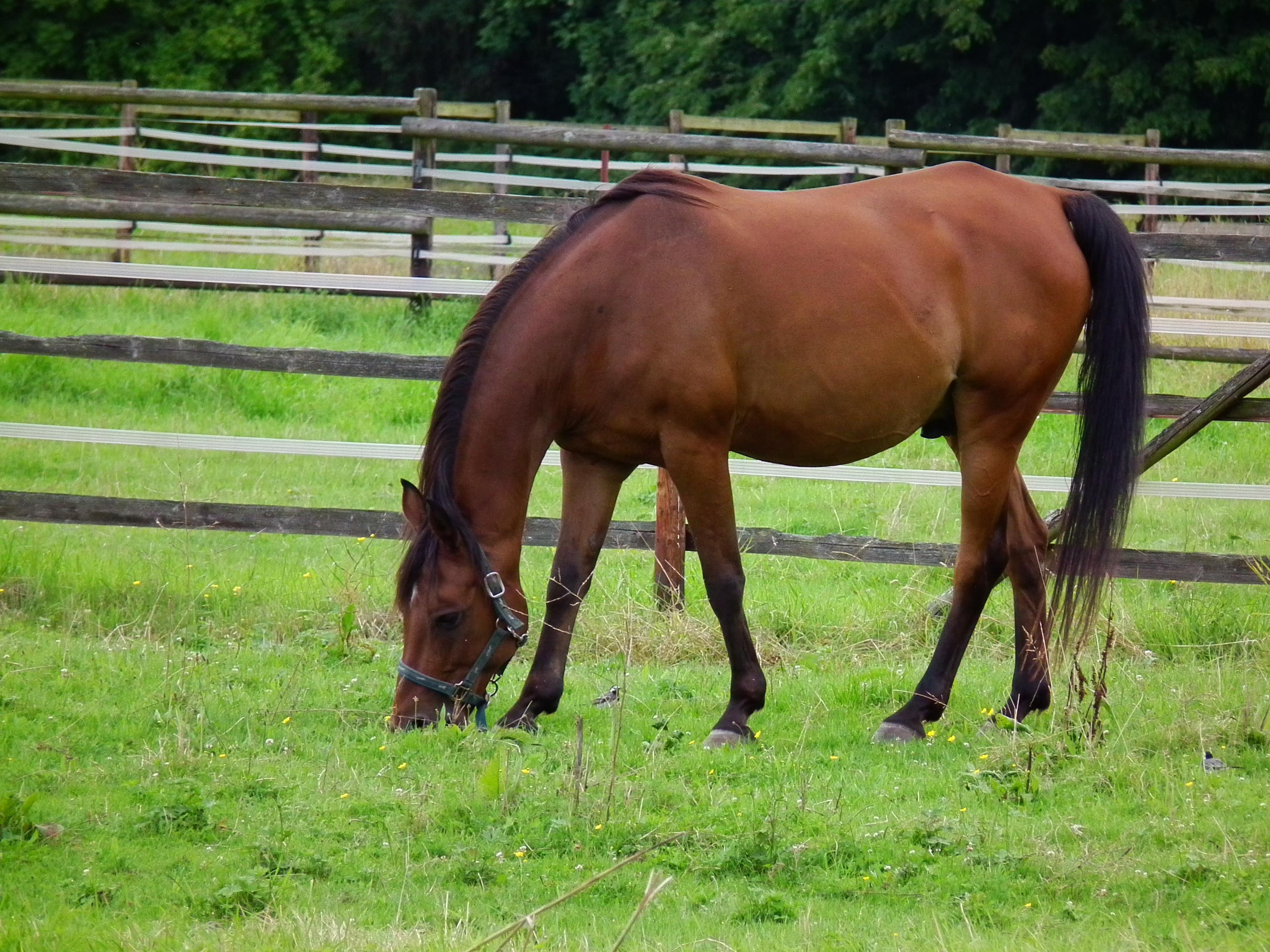
Ngựa đua có chế độ ăn cao cấp, chúng cần được cung cấp cỏ tươi sạch đầy đủ

Dinh dưỡng cho ngựa (Equine nutrition) là chế độ thức ăn cho các loài trong họ Ngựa, gồm các loài ngựa hoang, các giống ngựa nhà, lừa, lừa la, và các loài ngựa khác, kể cả ngựa lai. Một chế độ dinh dưỡng chính xác và cân bằng là một thành phần quan trọng của việc chăm sóc ngựa đúng cách, đặc biệt chế độ dinh dưỡng rất quan trọng đối với các loại ngựa đua khi thi đấu đỉnh cao cũng như các loại ngựa để sử dụng làm việc hoặc trong những thời kỳ đặc biệt như khi nhân giống ngựa.

## Tổng quan

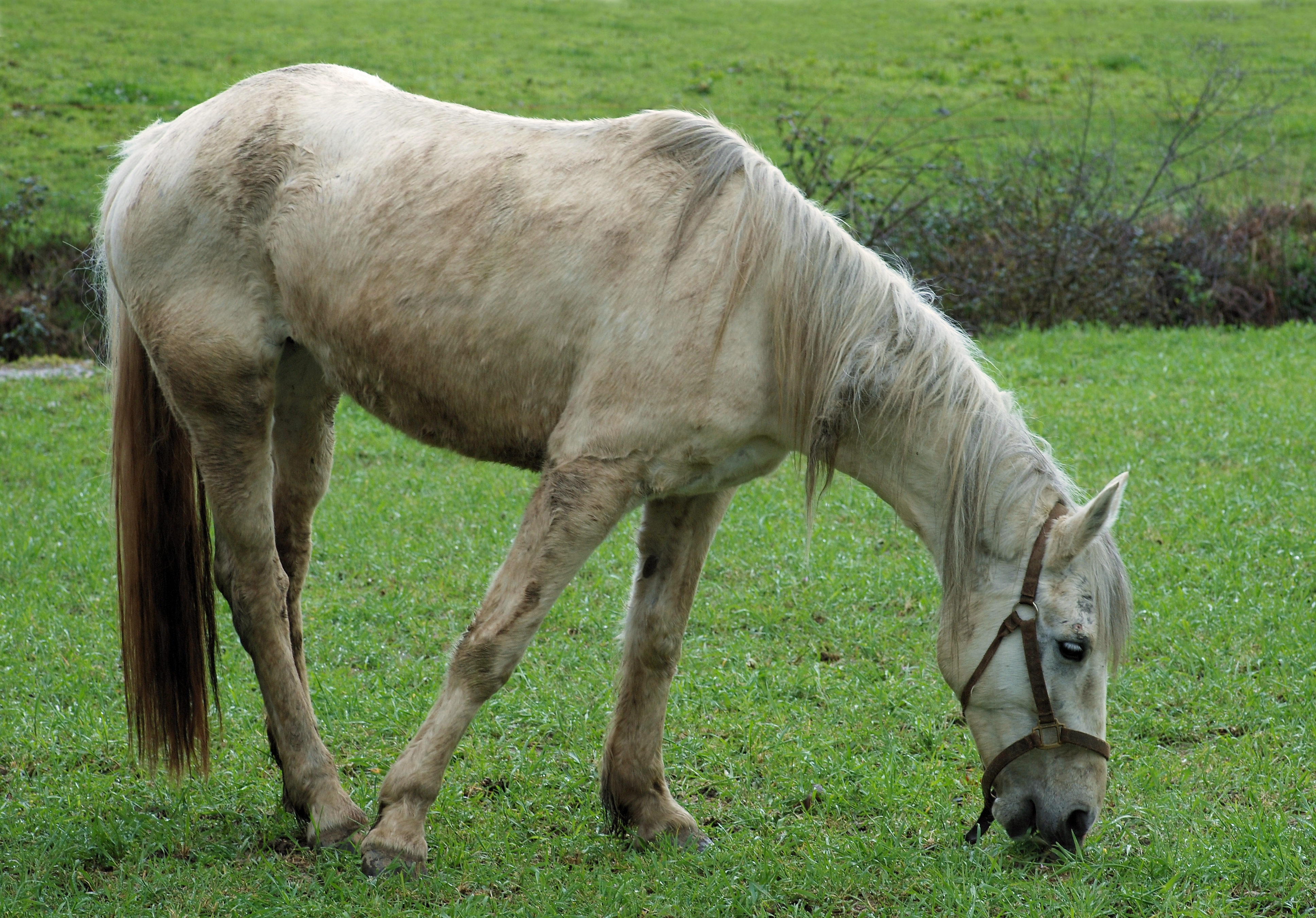
Một con ngựa trắng đang ăn cỏ tự do trên đồng, thông thường, hằng ngày ngựa được thả ngoài bãi và có thể tự kiếm khoản 40% lượng thức ăn cần thiết cho chúng

Động vật họ Ngựa là động vật ăn cỏ, chủ yếu ăn các loại thức ăn thô dạng sợi như cỏ. Khi cần thiết chúng cũng ăn cả các loại thức ăn nguồn gốc thực vật khác, như lá, quả, vỏ cây, nhưng thông thường là động vật gặm cỏ chứ không phải là động vật bứt cành hay lá. Không giống như động vật nhai lại, với hệ thống các dạ dày phức tạp của chúng, động vật họ Ngựa phân rã xenluloza trong "ruột tịt" (cecum), một phần của ruột kết. Công thức bộ răng của chúng gần như hoàn hảo, với các răng cửa có tính năng cắt để gặm thức ăn, và các răng hàm để nghiền thức ăn mọc ở phía sau các khe răng.
Trên thực tế, ngựa thích ăn một lượng thức ăn nhỏ trong suốt cả ngày (ăn lai rai), vì chúng có trong tự nhiên khi chăn thả trên đồng cỏ. Hệ thống tiêu hóa của ngựa hơi phức tạp và có ảnh hưởng đến chế độ dinh dưỡng của chúng, chúng rất dễ bị đau bụng là nguyên nhân hàng đầu gây tử vong ở ngựa, ngựa đòi hỏi thức ăn sạch, chất lượng cao, được cung cấp ở những khoảng thời gian đều đặn, và có thể bị ốm nếu bị thay đổi đột ngột trong khẩu phần ăn của chúng, ngựa cũng nhạy cảm với nấm mốc và chất độc. Nuôi ngựa nói chung nhàn hơn các loại gia súc khác, nhất là những con ngựa giống nội, chúng ăn uống đơn giản, chỉ cần có cỏ tươi, nước bột gạo hoặc nước mật đường. Chúng ăn thức ăn tạp. 

## Hệ tiêu hóa
Hệ tiêu hóa của ngựa có ảnh hưởng rất lớn đến chế độ dinh dưỡng của ngựa, hệ tiêu hóa của chúng sẽ ảnh hưởng đến việc lựa chọn loại thức ăn, thời gian ăn, các thức ăn uống, thói quen ăn uống của chúng, và các vấn đề liên quan khác.

### Hệ răng

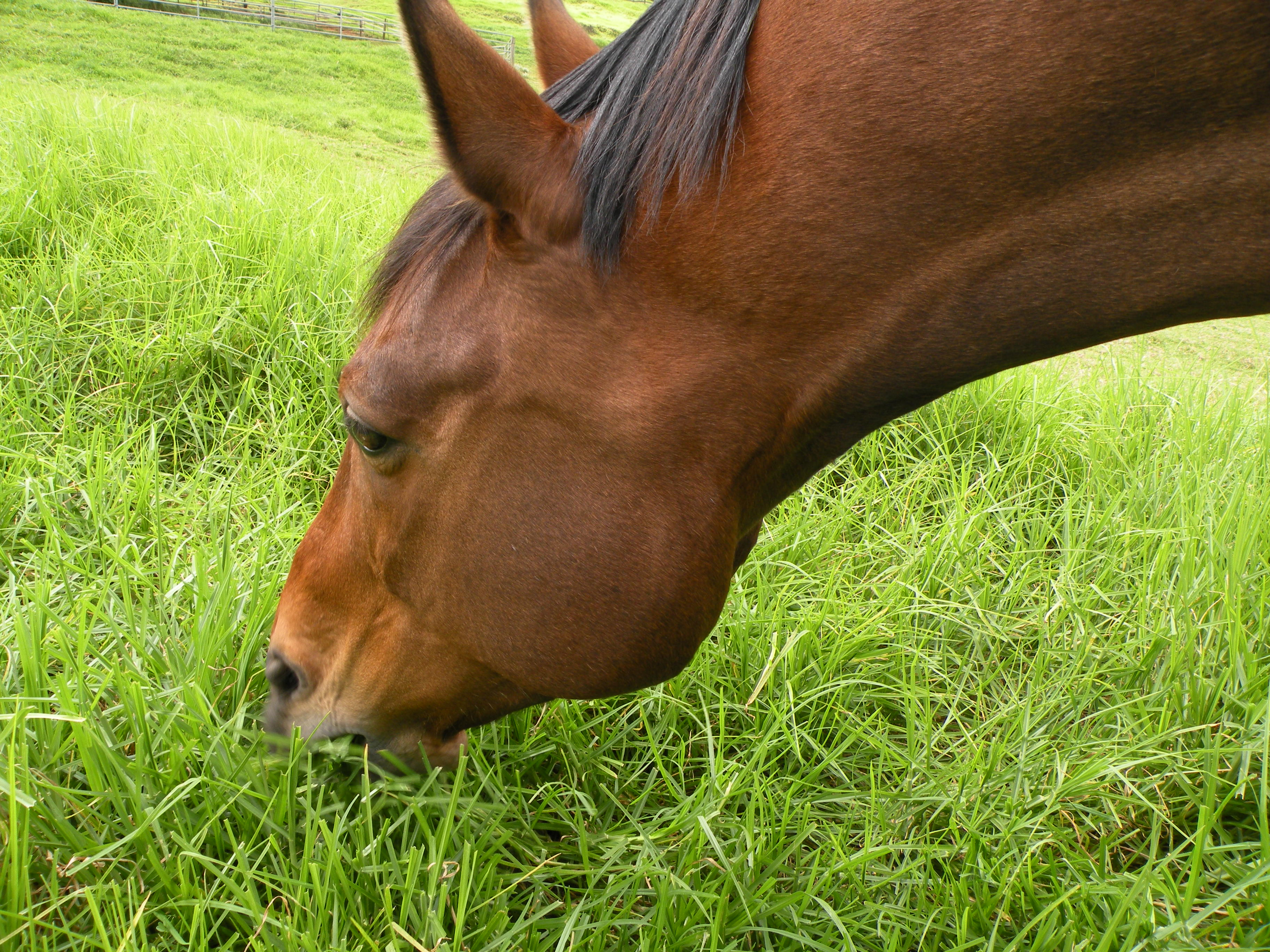
Một con ngựa đang gặm cỏ, răng của chúng sẽ mòn theo thời gian

Răng một con ngựa được phát triển đầy đủ, thường là vào khoảng năm tuổi, nó có từ 36 đến 44 răng khi trưởng thành. Gồm có 12 răng cửa ở phía trước của miệng, thích nghi cho việc cắn hoặc bứt cỏ để ăn. Có 24 răng dùng để nhai, 12 răng tiền hàm và 12 răng hàm ở mặt sau của miệng thường gọi là răng nanh hay răng hàm. Công thức bộ răng của chúng là: 3.1.3-4.3 và 3.1.3.3. Trong suốt cuộc đời gặm cỏ, răng chúng bị mòn, sự hao mòn của răng, thay đổi hình dạng răng, có thể tỷ lệ hao mòn của răng cũng ảnh hưởng bởi chế độ ăn uống và chăm sóc.
Từ 13 đến 32% của ngựa, cả con đực lẫn con cái đều có răng "wolf teeth", răng này không liên quan đến răng nanh. Một số con ngựa, cả đực và nái, cũng sẽ phát triển 1-4 răng rất nhỏ ở phía trước của răng hàm, được gọi là răng sói (wolf teeth), thường được loại bỏ bởi vì cần để đặt chiếc ngàm (bit) vào chỗ đó. Đó là một khoảng kẽ trống giữa các răng cửa và răng hàm nơi đặt ngàm nằm trực tiếp trên nướu răng, dùng buộc sợi dây cương để điều khiển ngựa. Công thức bộ răng của chúng gần như hoàn hảo, với các răng cửa có tính năng cắt để gặm thức ăn, và các răng hàm để nghiền thức ăn mọc ở phía sau các khe răng. 

### Dạ dày

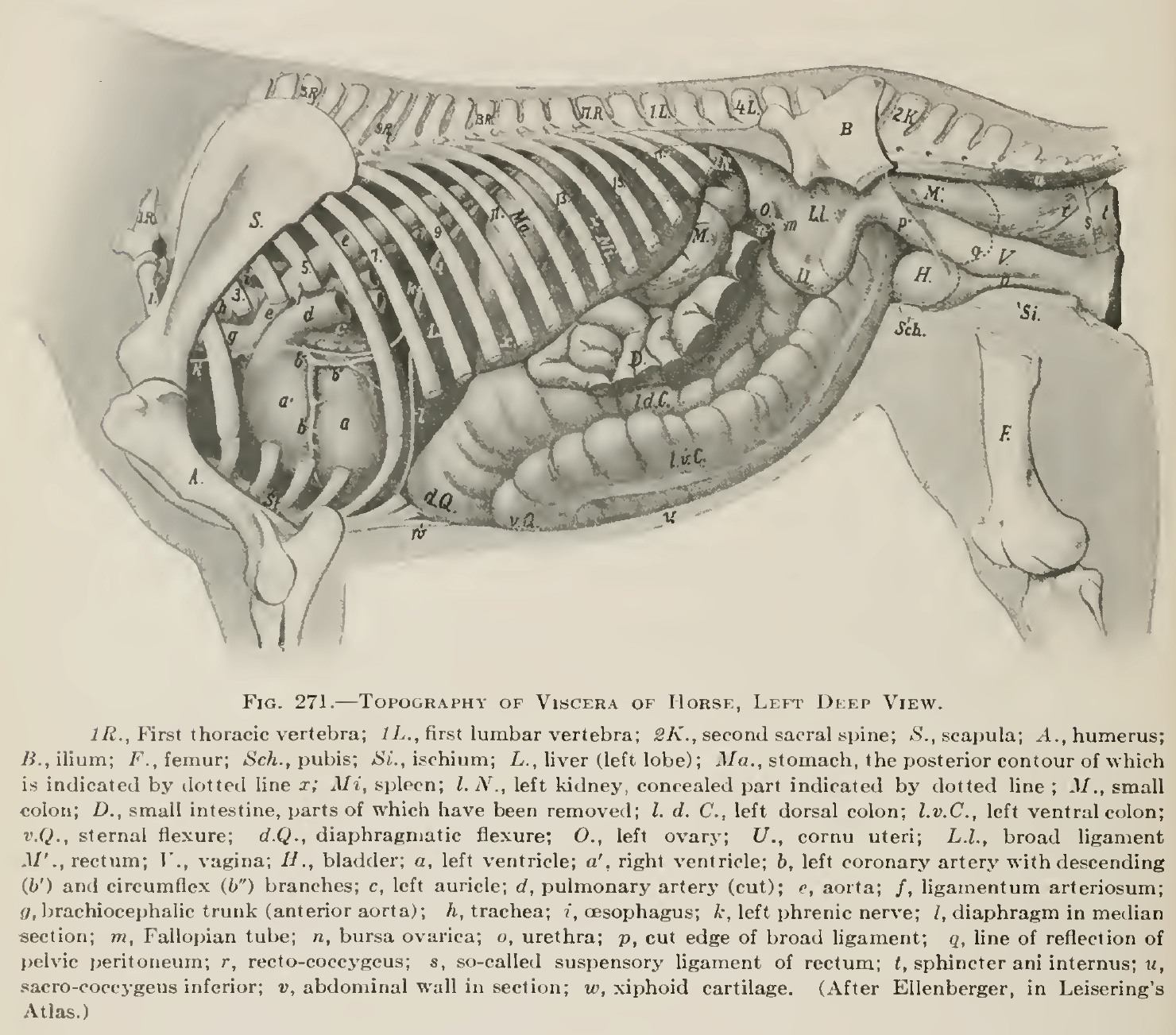
Nội tạng ngựa

Động vật họ Ngựa là động vật ăn cỏ, chủ yếu ăn các loại thức ăn thô dạng sợi như cỏ. Khi cần thiết chúng cũng ăn cả các loại thức ăn nguồn gốc thực vật khác, như lá, quả, vỏ cây, nhưng thông thường là động vật gặm cỏ chứ không phải là động vật bứt cành hay lá. Ngựa là loài động vật không nhai lại, vì vậy chúng chỉ có một dạ dày, giống như con người, nhưng ngựa khác người là có thể tiêu hóa được chất sơ cellulose (thành phần chủ yếu của cỏ). Ngựa có một cái dạ dày tương đối nhỏ nhưng ruột rất dài tạo điều kiện cho một dòng chảy cố định của chất dinh dưỡng. Ngựa là động vật ăn cỏ với một hệ thống tiêu hóa thích nghi với thức ăn gia súc ăn cỏ và thực vật, tiêu thụ đều đặn suốt cả ngày.
Không giống như động vật nhai lại, với hệ thống các dạ dày phức tạp của chúng, động vật họ Ngựa phân rã xenluloza trong "ruột tịt" (cecum), một phần của ruột kết, ruột ngựa dài tới 22m, chỉ thua ruột trâu bò, nhưng manh tràng lại là một cái túi bịt đáy, dài chừng 1m và đường kính 0,2m, có thể chứa được 30 lít nước. Nhờ các vi khuẩn trong manh tràng, giúp sự lên mem thức ăn, làm cho ngựa tiêu hóa dễ dàng. Ngựa không thuộc loại nhai lại dù cũng ăn cỏ như trâu bò, vì không có dạ dày 4 ngăn, còn manh tràng thì được xếp thành một túi thẳng trong khoang bụng, nên thường gọi là thẳng như ruột ngựa, chỉ có một bao tử, nhưng khác với người là ngựa có khả năng tiêu hóa cellulose.
Ngựa ăn cỏ và nhiều loại thực vật khác, ăn suốt ngày. Ngựa có bao tử tương đối nhỏ (so với thân thể), nhưng có bộ ruột rất dài, quấn kế nhau (chứ không "thẳng như ruột ngựa"). Ngựa không biết nôn mửa, nên khi bị ngộ độc có thể bị chết dễ dàng. Ngựa không thể nôn mửa, vì vậy vấn đề tiêu hóa nhanh chóng gây ra đau bụng, đó cũng là nguyên nhân gây tử vong ở ngựa. Không phải động vật nhai lạido ngựa là động vật ăn cỏ không nhai lại do dạ dày của nó không có nhiều ngăn như những gia súc khác. Mặc dù vậy, nó vẫn có khả năng tiêu hóa được xenlulo. Ngựa thường tiết ra khoảng 20-80 lít nước bọt mỗi ngày để hỗ trợ cho việc tiêu hóa.

## Nhu cầu ăn

### Định mức

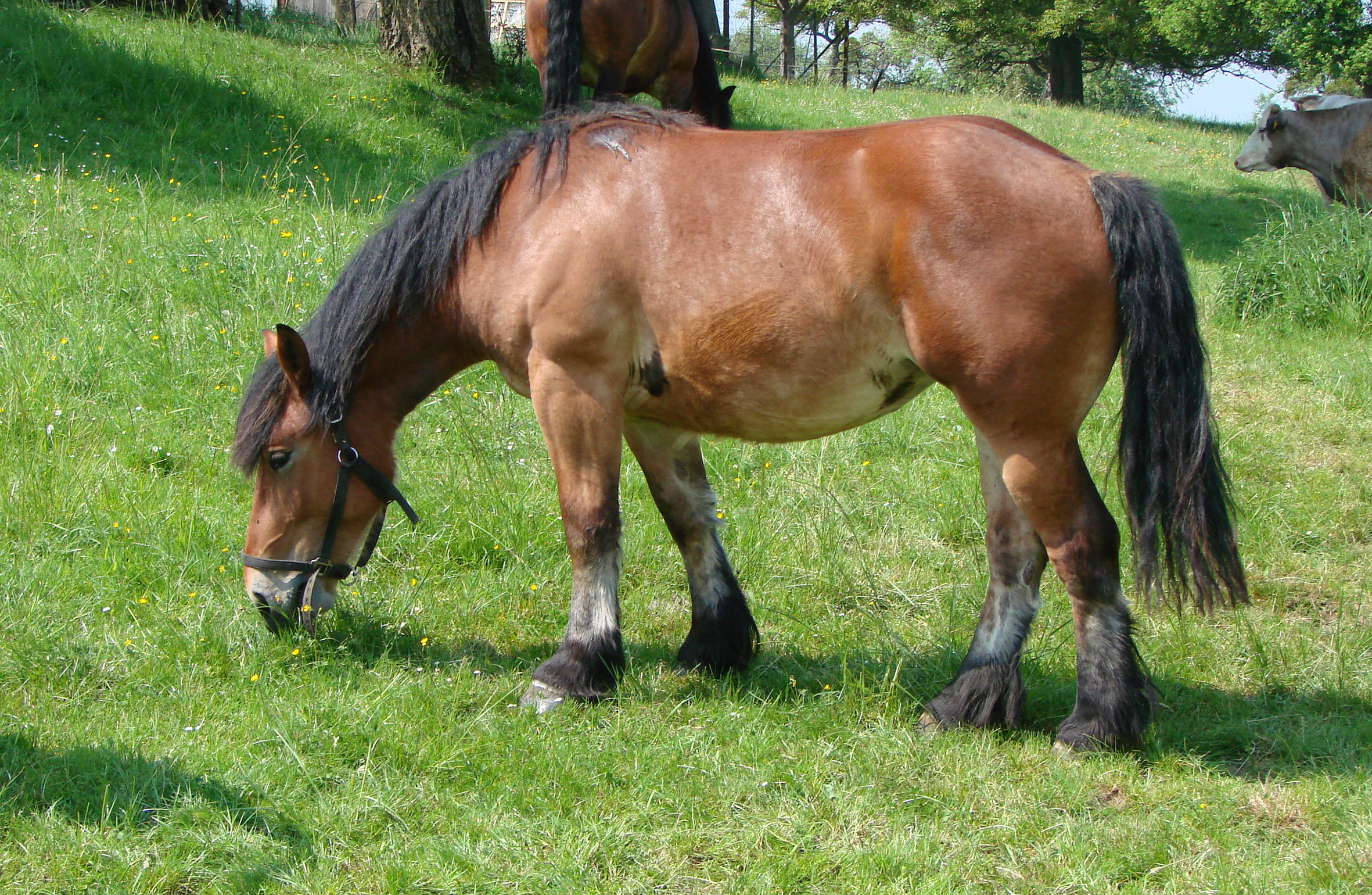
Một con ngựa nặng 450 kg mỗi ngày ăn 7-11 kg thực phẩm, uống 38-45 lít nước.

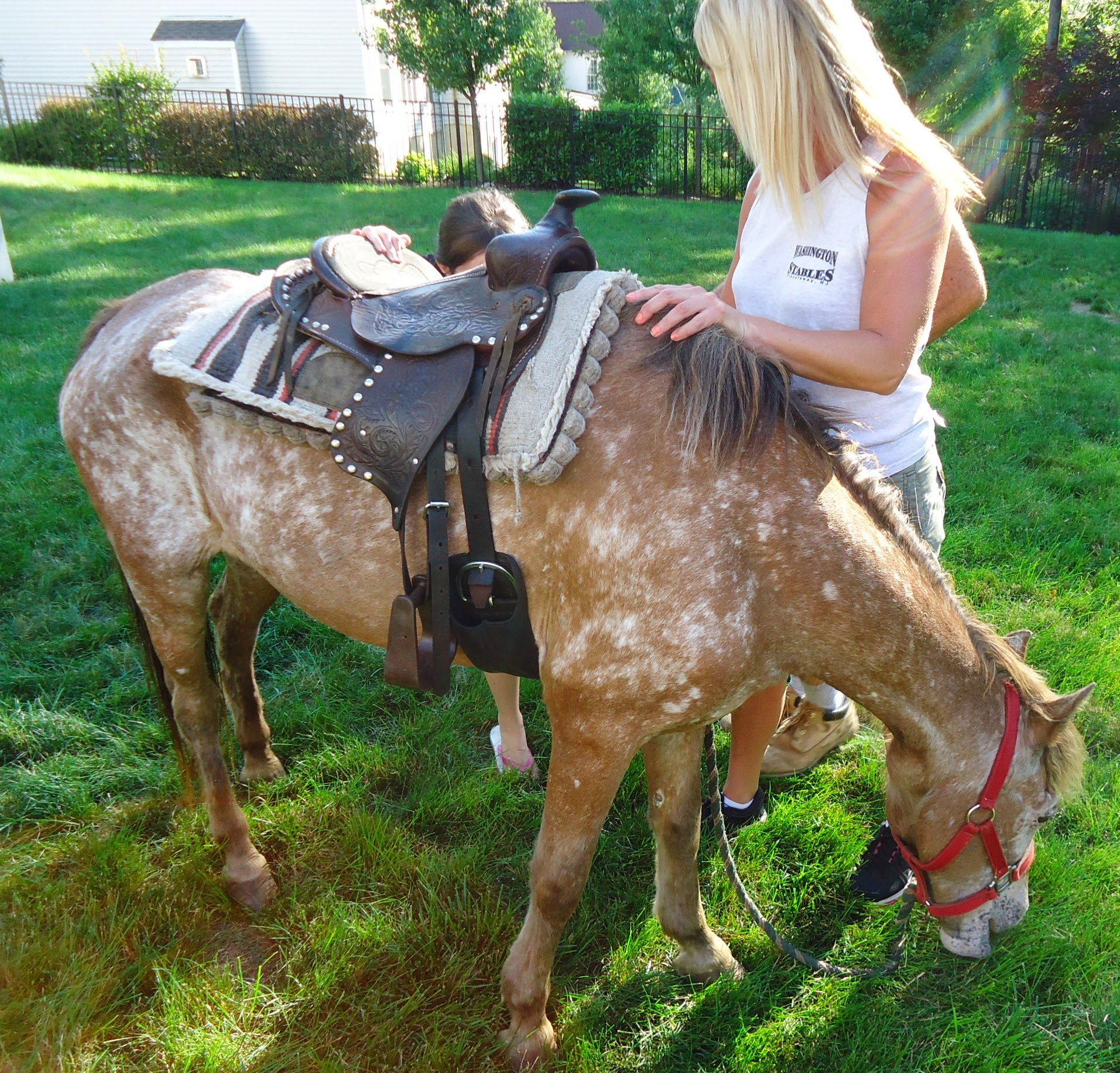
Thường xuyên quan tâm, kiểm tra khối lượng ngựa để đong lượng thức ăn hợp lý

Những người thực hành trong nuôi trên thực tế cần tìm hiểu nhu cầu dinh dưỡng của ngựa, xác định nhu cầu ăn uống của ngựa, từ đó điều chỉnh lịch trình cho ngựa ăn. Cho ngựa ăn có thể làm một nhiệm vụ khó khăn vì có quá nhiều loại thức ăn cũng như không phải con ngựa nào cũng giống nhau. Số lượng và loại thức ăn phụ thuộc vào giống ngựa, tuổi tác, cân nặng, sức khỏe, khối lượng công việc, khí hậu cũng như loại thức ăn có sẵn ở địa phương. Những giống ngựa khác nhau cũng có nhu cầu khác nhau.
Ngựa thường tiêu thụ lượng thực phẩm tương đương 1,5 đến 3% khối lượng cơ thể, trung bình 2,5%. Trung bình, ngựa cần uống 20-60 lít nước mỗi ngày, nước chiếm khoảng 63% khối lượng con vật. Ở một số bộ phận tỷ lệ nước chiếm 70-80%. Trong một ngày đêm, ngựa lớn cần khoảng 50-60 lít nước, trong đó 12-15 lít từ thức ăn, 40-45 lít từ nước uống. Ngựa nặng khoảng 450 kg (990 lb) nó sẽ ăn từ 7–11 kg (15-24 lb) thức ăn thô mỗi ngày và uống 38 lít nước (8.4 imp gal; 10 US gal) đến 45 lít (9,9 imp gal, 12 US gal).
Có thể tính tổng nhu cầu trong chế độ ăn uống hằng ngày của ngựa (thức ăn gia súc và bột) để xác định lượng thức ăn cung cấp cho ngựa hằng ngày bằng công thức: 
Cân nặng của ngựa/100 x 2,5 = Tổng số nhu cầu thức ăn thô hằng ngày
Để lên kế hoạch cho ngựa ăn đó là cho ăn dựa trên cân nặng mong muốn thay vì hiện tại, như ngựa đang thiếu cân và có khối lượng 300 kg. Nếu muốn chúng tăng lên 400 kg, không nên cung cấp lượng thức ăn tương đương 2,5% của 300 kg mà là 2.5% của 400 kg. Dùng cách tương tự nêu trên đối với ngựa đang thừa cân. Cho chúng ăn dựa trên cân nặng mục tiêu chứ không phải ở hiện tại, điều này có nghĩa là cho ngựa ăn ít hơn nhu cầu cân nặng hiện tại để chúng giảm cân nhanh chóng.
Đo khối lượng cơ thể của ngựa bằng thước dây hoặc cầu đo khối lượng (cân dành cho ngựa). Cầu đo khối lượng thường chính xác hơn và nên dùng thay cho thước dây nếu có thể. Đánh giá điều kiện là hình thức theo dõi thay đổi cân nặng có hiệu quả nhất, có thể đo cân nặng của ngựa hai tuần một lần và phản ánh sự thay đổi bằng đồ thị. Nếu thường xuyên tiếp xúc với cầu đo trọng lượng, nên tiến hành đánh giá thể trạng. Ngựa tăng cân có thể không hình thành mỡ trong cơ thể mà là cơ bắp. Xác định cách thức tăng cân đối với ngựa nếu muốn chúng giữ mức cân nặng hiện tại (chế độ duy trì cân nặng) hay muốn ngựa giảm cân do vấn đề sức khỏe (chế độ giảm cân) hay muốn chúng tăng cân vì tiền sử bệnh tật hoặc ngựa đang thiếu cân.
Căn cứ vào ngoại hình và dinh dưỡng, có thể đánh giá qua bảng sau (Henneke horse body condition scoring system)
| Mức độ                   | Mô tả | Hình |
| 1. Ngựa lao (Poor)       | Là ngựa rất gầy, trơ xương, đau ốm mất sức, do thiếu ăn, bị bỏ đói, bị hành hạ tiêu hóa có vấn đề                                |      |
| 2. Ngựa còm (Emaciated)  | Là ngựa rất gầy, còm cõi nhưng chưa đến mức ngựa lao, do chế độ dinh dưỡng hạn chế và gặp vấn đề về tiêu hóa                     |      |
| 3. Ngựa gầy (ngựa bở)    | Là ngựa ốm yếu, thiếu ăn, chạy yếu sức, khi chạy oải, chạy hết nổi, chỉ chạy được một đoạn ngắn rồi bết gọi là ngựa bết, ngựa bở |      |
| 4. Mảnh khảnh            | Là những con ngựa không quá gầy nhưng khẳng khiu, một phần do chế độ ăn, giống ngựa                                              |      |
| 5. Vừa phải (Moderately) | Là những con ngựa có thể hình vừa phải, dinh dưỡng tương đối hợp lý                                                              |      |
| 6. Hơi mập (M.Fleshy)    | Là những con ngựa tương đối béo tốt, được quan tâm chăm sóc kỹ, còn được gọi là tuấn mã                                          |      |
| 7. Ngựa thịt             | Là những con ngựa đầy đặn, có thịt, có da, trông bề ngoài khá mũm mĩm, được ăn uống dư dã                                        |      |
| 8. Ngựa phiêu (béo)      | Đây là những con ngựa mập mạp, được chăm sóc tốt, ngựa phiêu được chuộng để cưỡi                                                 |      |
| 9. Ngựa nục              | Ngựa mập quá đâm ra chậm chạp gọi là ngựa nục, trông khá ục ịch, đây là một dạng béo phì ở động vật do chế độ ăn quá dư          |      |

### Ngựa đua

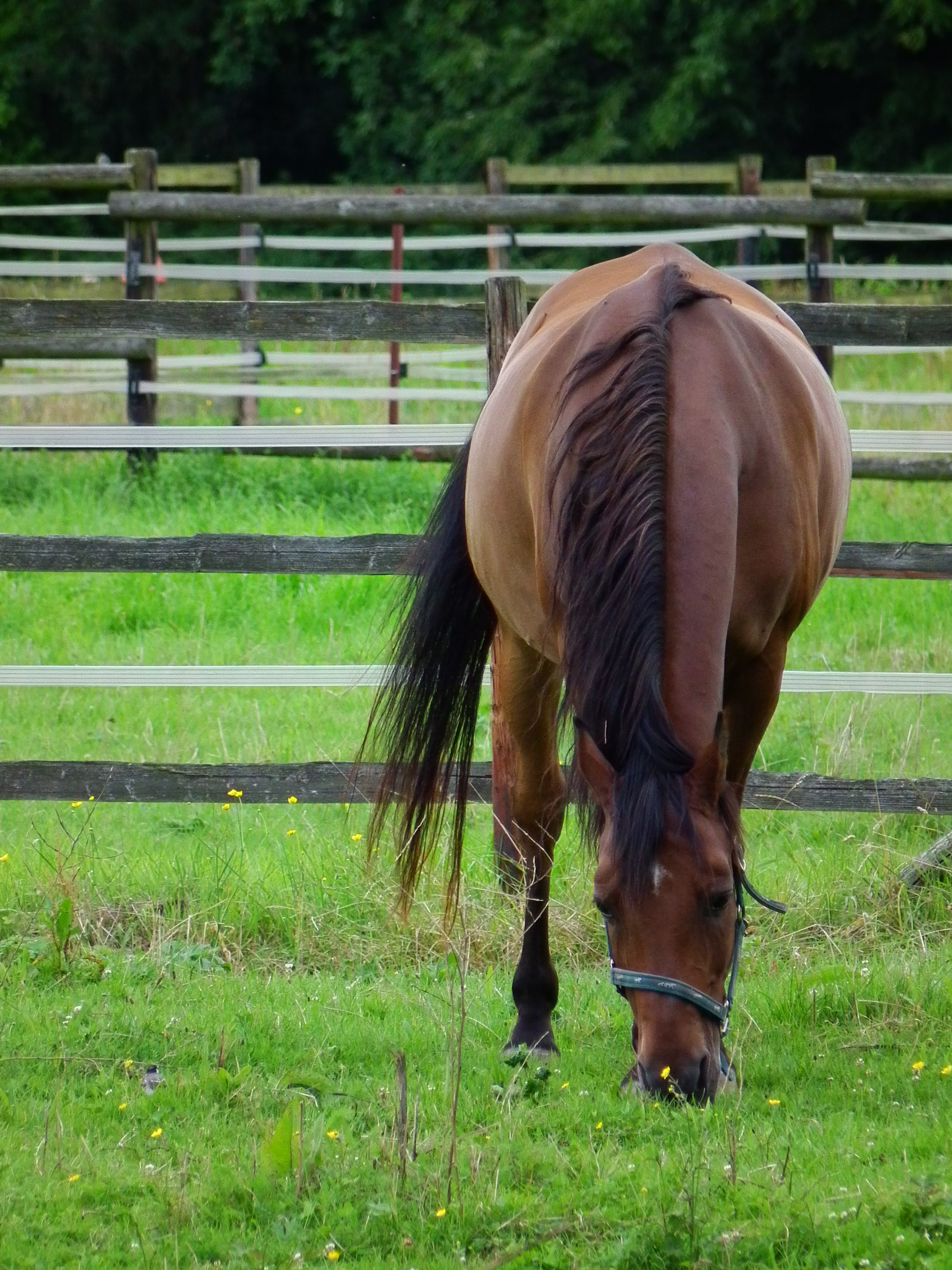
Một con ngựa đang ăn cỏ tươi

Một con ngựa đua cần 9 kg cỏ khô mỗi ngày, chúng cần 45 lít nước để tiêu hóa. Nước giúp tạo a-xít ở ruột để hòa tan cỏ, thiếu nước, cỏ sẽ làm tắc ruột, gây đau nghẽn và có thể cần can thiệp y tế. Để chống thiếu nước, nhiều con được cho ăn một loại thức ăn đặc biệt đó là cỏ rượu. Nó chứa 50% nước và được lên men trong hai tuần, như thế để dễ tiêu hóa hơn, giống như kiểu con người ăn ngũ cốc pha sữa, nhìn chung thứ gì ẩm ướt giúp ngựa có nước. Một con ngựa cần 68 kg cỏ rượu trong một chuyến vận chuyển bằng máy bay, nó có thể dễ dàng ăn khi muốn, cỏ được bó chặt để ăn lâu hơn.
Ngựa đua có chế độ ăn cao cấp hơn cả. Khẩu phần ăn của ngựa đua gồm cỏ, lúa, đậu nành, trứng gà sống và các loại thuốc bổ. Đặc biệt, so với ngựa thường, ngựa đua được cho ăn nhiều lúa hơn cỏ. Thông thường, một con ngựa thường ăn hết 1 đến hơn 1 dạ lúa (50 kg) trong vòng nửa tháng thì ngựa đua chừng 2 ngày hết 1 dạ. Ngay từ khi mới được 4 tháng, ngựa đua đã phải được cho ăn lúa để giúp xương cứng chắc, nếu không xương xốp, dễ bị gãy khi đua. Vào những năm ngựa còn tung vó trên trường đua thì chúng được ăn lúa nhiều hơn và được chăm sóc rất kỹ, để tích lũy sức bền.
Thức ăn của ngựa ngày thường có thể là cỏ, cám. Tuy nhiên, trước giai đoạn cho ngựa đi đua càng cần phải chú ý kỹ hơn đến khẩu phần ăn của ngựa. Lúc này, phải cho ngựa ăn thêm ngô, thóc, đậu tương, thậm chí cả trứng gà sống, nhưng cũng không được để ngựa béo quá, nặng bụng, chạy nước đại sẽ nhanh mệt. Mua được ngựa quý đã là kỳ công, nhưng để nuôi dưỡng, chăm sóc được chúng lại là cả một vấn đề không đơn giản. Chi phí cho ăn uống, chăm sóc mỗi con ngựa ở trại này bình quân lên đến 2 triệu đồng/tháng, với thức ăn được nhập khẩu và các loại cỏ, bắp, lúa, đậu ,
Đối với ngựa đua, người nuôi dựa vào chiều cao, cân nặng mà phân bổ thuốc men, khẩu phần ăn hợp lý để đảm bảo sức khỏe và phong độ thi đấu của ngựa đua. Chế độ ăn của các giống ngựa đua được thực hiện một cách nghiêm ngặt để đảm bảo thể trạng tốt nhất cho mỗi cuộc đua của chúng. Mỗi ngày, có những chủ ngựa phải ra vào ép cho một con ngựa có chiều cao và cân nặng trung bình ăn đủ 15 kg lúa đúng vào giờ giấc đã quy định. Việc chăm sóc ngựa cũng rất công phu, khắt khe nên một số gia chủ còn có một đội ngũ kỹ sư, công nhân chuyên chuyên nghiệp từng khâu từ việc tắm, cắt lông, đỡ đẻ, tập luyên, vệ sinh, cho ăn, theo dõi sức khỏe., ngoài dinh dưỡng hợp lý, người nuôi phải tập dượt cho ngựa thường xuyên. Quan trọng hơn, người nuôi phải có kiến thức thú y vững vàng để biết cách chăm sóc, vệ sinh chuồng trại bởi ngựa rất hay đổ bệnh

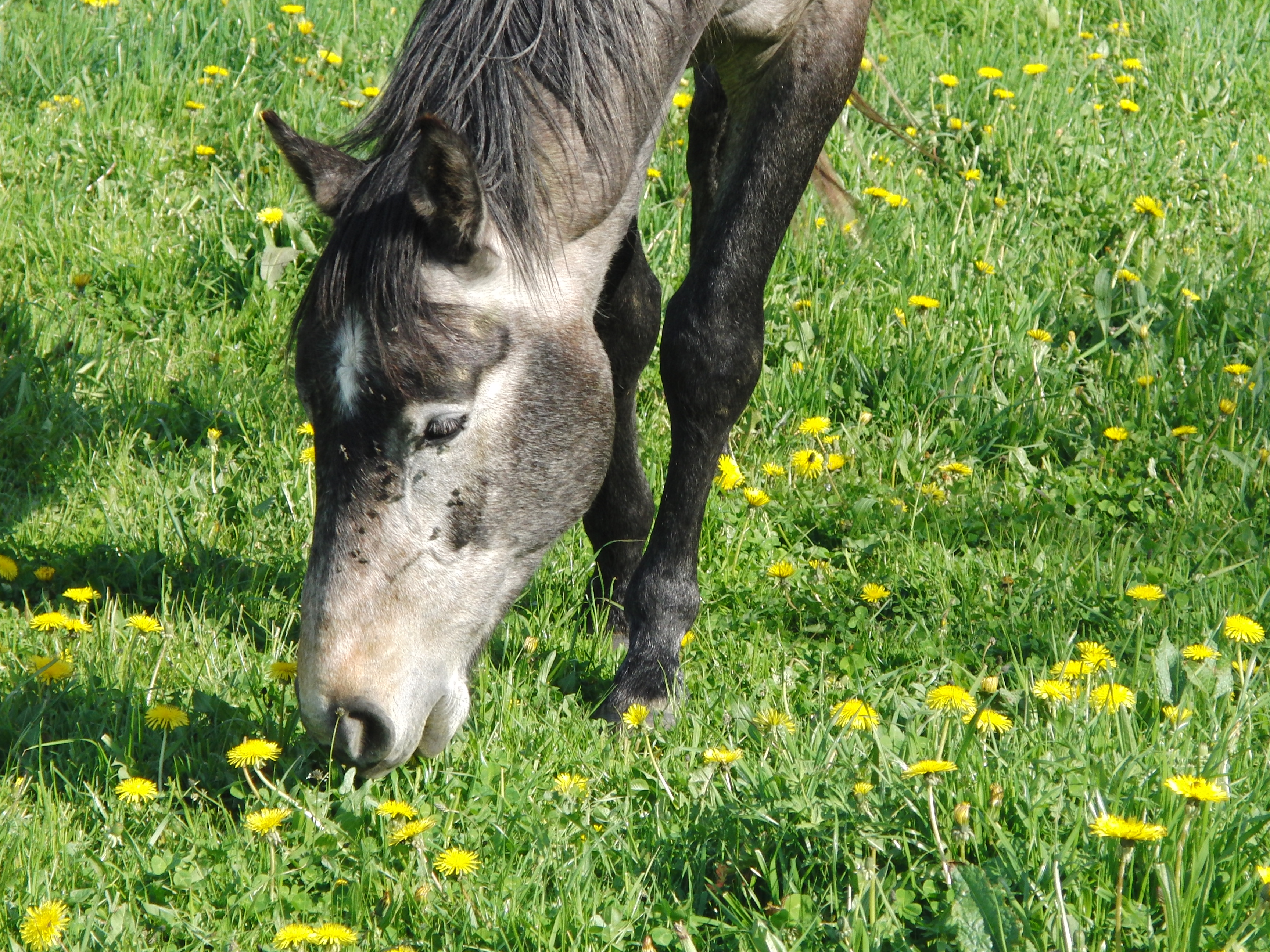
Ngụa Ăng lo Ả rập có chế độ ăn rất cao

Những con ngựa đua thuộc giống Ăngle Ảrập ở Việt Nam khi đua được chăm sóc kỹ càng. Nghề nuôi này khá tốn kém tiền bạc, công sức. Bởi khẩu phần ăn của ngựa đua gồm cỏ, lúa, đậu nành, trứng gà sống và các loại thuốc bổ. Đặc biệt, so với ngựa thường, ngựa đua được cho ăn nhiều lúa hơn cỏ. Thông thường, một con ngựa thường ăn hết 1 đến hơn 1 dạ lúa (50 kg) trong vòng nửa tháng thì ngựa đua chừng 2 ngày hết 1 dạ. Ngay từ khi mới được 4 tháng, ngựa đua đã phải được cho ăn lúa để giúp xương cứng chắc, nếu không xương xốp, dễ bị gãy khi đua người nuôi phải dọn phân, cắt cỏ, tiếp nước.
Bình quân, một con ngựa này trưởng thành mỗi ngày ăn 10 kg thóc, cùng cả gánh cỏ, chưa kể phải bồi bổ thêm đậu xanh, đỗ tương. Mỗi ngày tốn 20 kg lúa chưa tính đến cỏ cắt ngoài đồng cho ngựa ăn. Ngày trước ngựa toàn ăn thóc với gạo, mỗi ngày chúng ăn cả chục kg, ngốn hết vài trăm ngàn, chục con ngựa nuôi ngày mất nửa tạ thóc, đó là nuôi cầm chừng.. Hằng ngày cho ngựa ăn cỏ, lúa, chuối sứ và vẫn cho uống thuốc phòng bệnh, với chi phí 3 triệu đồng/con, so với 5 triệu đồng khi ngựa còn đua. Hằng tháng, chi phí cho bầy ngựa mất khoảng 20 triệu đồng. Vào những năm ngựa còn tung vó trên trường đua thì chúng được ăn lúa nhiều hơn và được chăm sóc rất kỹ.
Ở Việt Nam, vào những năm ngựa còn tung vó trên trường đua thì chúng được ăn lúa nhiều hơn và được chăm sóc rất kỹ. Còn bây giờ, kinh tế khó khăn những người nuôi ngựa chỉ muốn giữ lại cái nghề một thời, nên những con ngựa ngày xưa thay vì ăn lúa nay chuyển sang ăn cỏ, nhiều con ngựa ngày xưa nổi tiếng ở trường đua được ăn nhiều lúa nhưng nay chúng phải ăn cỏ nhiều hơn, nhiều lúc mua một ít lúa về cho chúng ăn cho chúng đỡ nhớ.Còn kinh tế khó khăn những người nuôi ngựa chỉ muốn giữ lại cái nghề một thời, nên những con ngựa ngày xưa thay vì ăn lúa nay chuyển sang ăn cỏ ăn nhiều lúa nhưng nay chúng phải ăn cỏ nhiều hơn
Hiện nay số ngựa đua ở Việt Nam đã bị làm thịt gần hết vì không đủ kinh phí nuôi nhốt. Đàn ngựa còn lại được thả ngoài đồng, ăn hết bãi cỏ này ông lại dong chúng tới bãi cỏ khác. Mỗi ngày, chỉ cho chúng ăn một ít lúa. Cỏ ở nghĩa trang không thiếu, nếu cần đi cắt một buổi là có cả xe ba gác đầy lắc lư, đàn ngựa ăn 3 ngày mới hết. Nhưng ngựa ăn cỏ không thì gầy trơ xương, nhai cỏ cho đỡ buồn miệng thôi, cái chính vẫn phải ăn lúa, gạo, món ăn mới cho bầy ngựa, vừa ngon lại rẻ là đến các cơ sở chế biến giá đỗ thu gom vỏ. Mỗi bao vỏ giá gần 10 nghìn đồng, một con ngựa nhai cả ngày lẫn đêm hết hai bao, chỉ bằng một phần giá lúa.
Hiện nay, có đàn ngựa đua gần 100 con ở trại Krông Á (trong đó có 28 con ngựa Ả rập) được chăm sóc với quy trình hoàn hảo, khiến con nào cũng đều béo tốt. Để nuôi dưỡng, chăm sóc không đơn giản. Chi phí cho ăn uống, chăm sóc mỗi con ngựa ở trại này bình quân lên đến 2 triệu đồng/tháng, với thức ăn được nhập khẩu từ Úc và các loại cỏ, bắp, lúa, đậu trang trại tự trồng. Đối với đàn ngựa Ả Rập, thời gian đầu vẫn áp dụng khẩu phần ăn tổng hợp nhập ngoại như ở Úc nên ngựa khá mập, sau đó giảm đi một nửa khẩu phần và bổ sung thức ăn xanh tại chỗ nhưng ngựa vẫn khỏe mạnh.

### Ngựa thồ

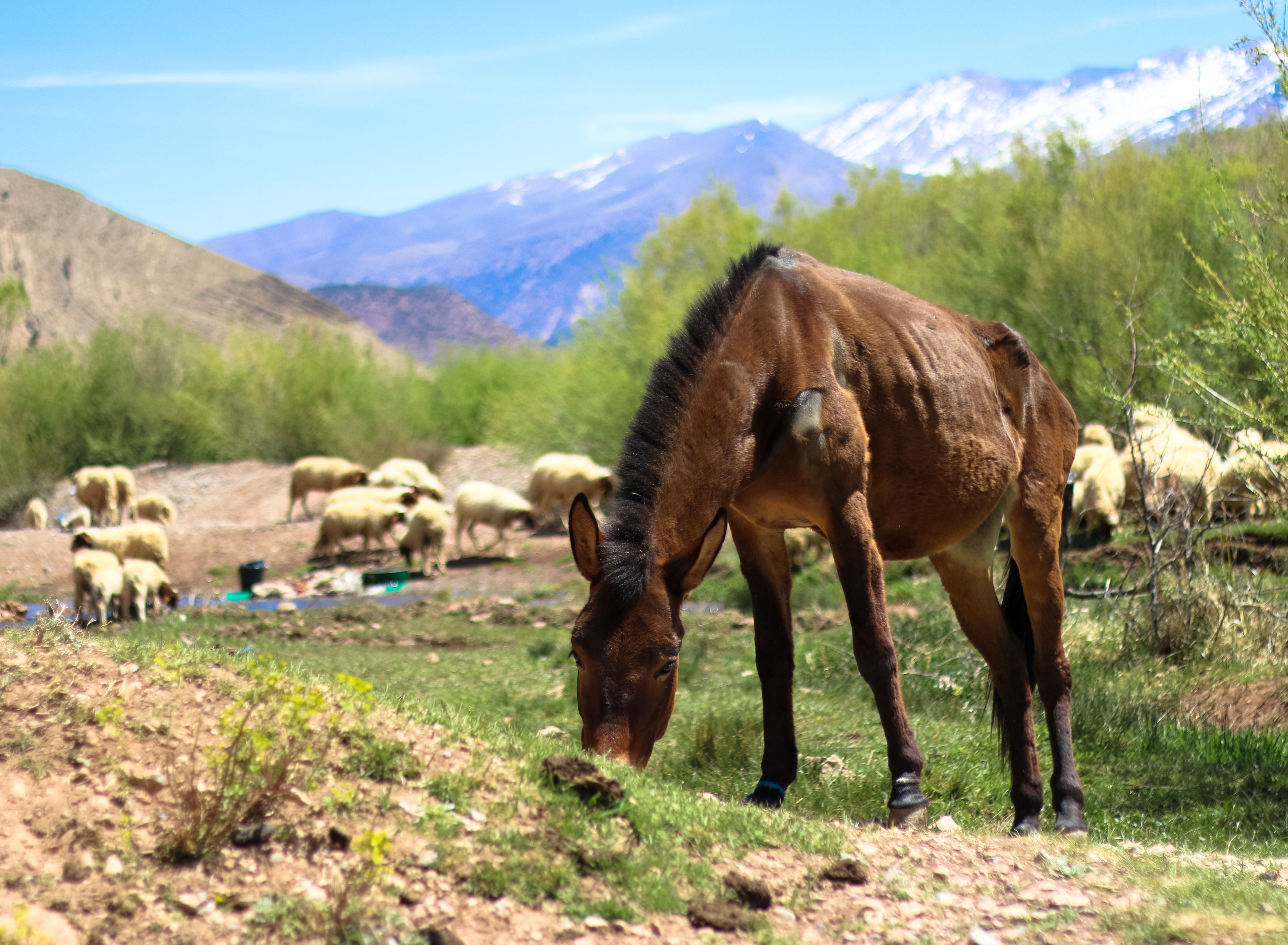
Ngựa thồ đang được cho ăn

Ngựa thồ cũng là loài rất dễ nuôi chỉ cho ăn cỏ và cám, những khi ngựa chạy đường dài thấm mệt, hoặc "thúc ngựa" mau lớn, có thể cho đường vào thức ăn và nước uống", Nuôi ngựa rất dễ, chỉ việc thả rông nơi ruộng đồng, cắt thêm cỏ và cám phụ thêm thì đàn ngựa sẽ chóng lớn. Ngựa sống ở vùng nông thôn, khí hậu trong lành nên cũng là điều kiện tốt, tránh được nhiều dịch bệnh Ở thôn quê nhiều cỏ, ban ngày có thể dắt ngựa ra cột chỗ nào đó cho ăn, một chặp dắt sang chỗ khác cột gọi là dời ngựa.
Buổi trưa đưa đi tắm, cho ngựa uống nước. Chiều cho ngựa về chuồng bỏ cỏ trong máng cho ngựa ăn. Loại cỏ cộng cao lá dài gọi là cỏ tây ngựa rất thích. Để tăng sức cho ngựa, nhất là ngựa chở và ngựa kéo xe, người ta còn cho ngựa uống nước đường trộn cám và ăn lúa hạt. Ngựa kéo xe thường được chăm sóc rất kỹ lưỡng, vì muốn có sức để làm lâu ngày thì cần phải bồi dưỡng cho ngựa, như: lúa ngâm, gạo lức, mật đường, cám tinh và cỏ thơm. Những hôm nào có hàng chạy thì chủ phải dậy sớm cho ngựa ăn no nê và chuẩn bị thức ăn dự trữ cho ngựa ăn dọc đường để có sức kéo xe 

### Ngựa lùn

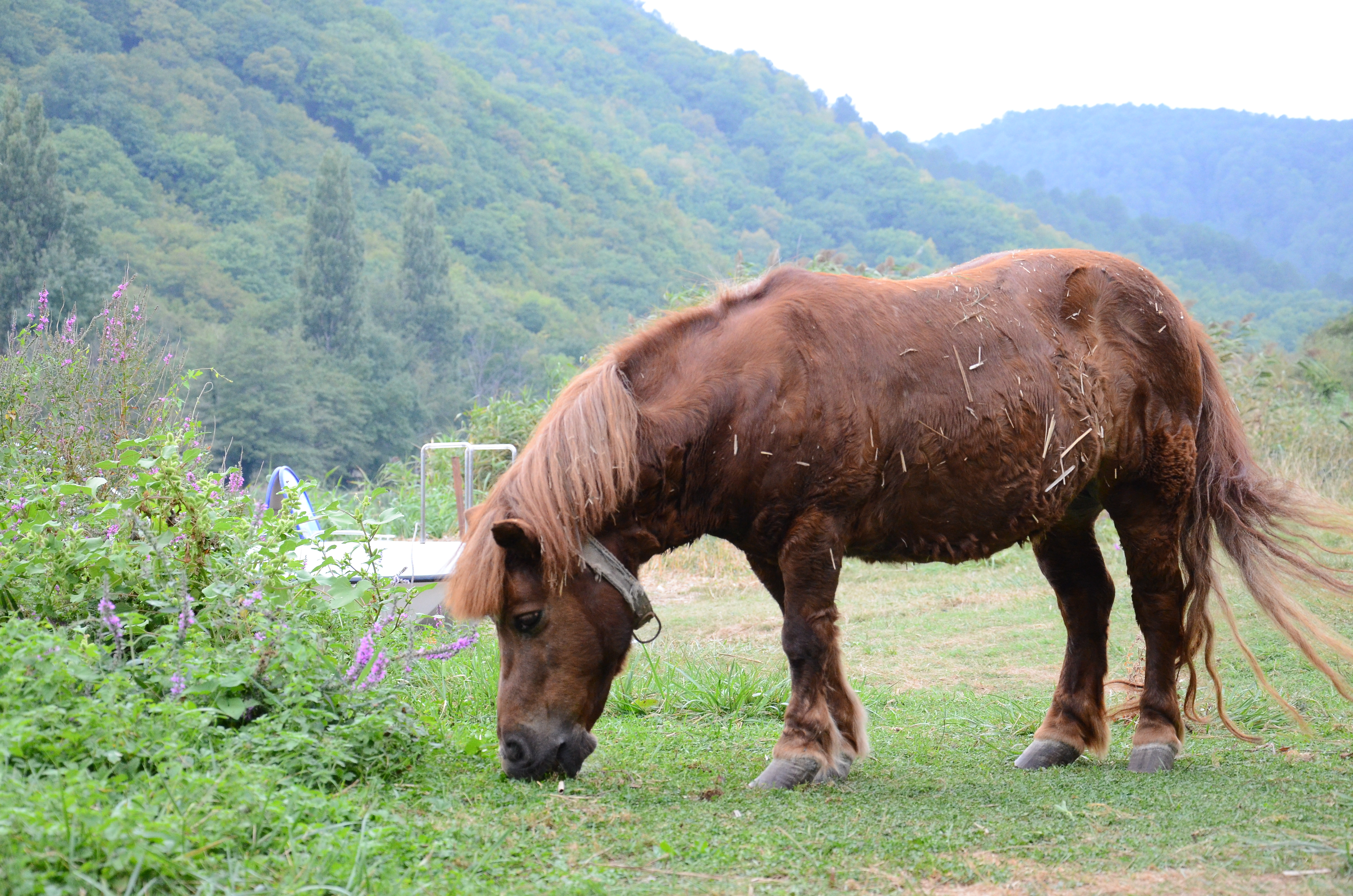
Một con ngựa lùn cần một lượng thức ăn xấp xỉ 1,5% đến 2,5% trọng lượng cơ thể nó mỗi ngày

Giống ngựa lùn lại khỏe hơn các con ngựa thông thường. Các cá thể thuộc giống ngựa lùn chỉ đòi hỏi một nửa lượng thức ăn một con ngựa bình thường tiêu thụ nếu chúng có cùng trọng lượng.Khẩu phần dinh dưỡng dành cho ngựa giống lùn cũng đặc biệt, một con cần một lượng thức ăn xấp xỉ 1,5% đến 2,5% trọng lượng cơ thể nó mỗi ngày, có thể bao gồm thức ăn như cỏ tươi hoặc cỏ khô, và thức ăn hỗn hợp như ngũ cốc hoặc những thức ăn mềm được chế biến bán sẵn. Giống như con người, nhiều con ngựa lùn khả năng chuyển hóa năng lượng không cao và dễ mắc chứng béo phì, trong khi nhiều con khác nhu cầu nạp năng lượng nhiều và cần một lượng thức ăn nhiều để duy trì vóc dáng phù hợp.
Tốt nhất là cho ngựa Pony ăn hai đến ba lần mỗi ngày, trừ khi chúng được thả rông. Nước sạch cần được cung cấp cho chúng uống khi cần, trừ trường hợp một lý do đặc biệt hạn chế cho uống nước trong một thời gian ngắn. Một con ngựa Pony mà không dùng để cưỡi hàng ngày hoặc chịu nhiều stress có thể nên cho ăn khẩu phần dinh dưỡng phù hợp trên đồng cỏ hoặc cỏ khô, với một lượng nước hợp lý (10-12 gallons tối thiểu mỗi ngày tức khoảng 4,5-6,4 lít) và ăn muối hạt hoặc nước muối thoải mái. Tuy nhiên, những con Pony thường cần một khẩu phần cả thức ăn gia súc lẫn thức ăn cô đặc hỗn hợp. Chế độ ăn không hợp lý thì có thể gây cho những con Pony chứng đau bụng dữ dội hoặc tắc ruột, đặc biệt nếu cho ăn thức ăn bị hỏng, bị cho ăn quá nhiều, hoặc thay đổi thức ăn quá đột ngột.
Những con Pony non có chế độ ăn uống không hợp lý có thể phát triển mất cân đối do mất cân bằng về dinh dưỡng. Việc chăm nuôi ngựa cảnh Mini cũng không khó, thậm chí đơn giản hơn nuôi các giống chó. Chúng ít dịch bệnh, cần thức ăn xanh, cỏ tươi và các chất tinh bột, người nuôi ngựa cảnh mini được xem như có một thú chơi và cũng cần có đủ tài chính để nuôi loại thú cảnh đặc biệt này. Thường thì lúc ngựa mới về trang trại, sáng sớm nào chúng cũng hí lên ầm ĩ để đòi ăn. Mỗi lần chúng hí, phải dắt chúng ra nơi có cỏ để cho ăn. Tuy nhiên, đến mùa đông hanh khô, nếu cỏ không có, việc chăm sóc rất vất vả. Ngoài thức ăn khô nên trộn thêm thóc nảy mầm để ngựa đủ dinh dưỡng. Loại ngựa này tuy nhỏ bé nhưng chúng ăn suốt cả ngày lẫn đêm.

### Ngựa bạch

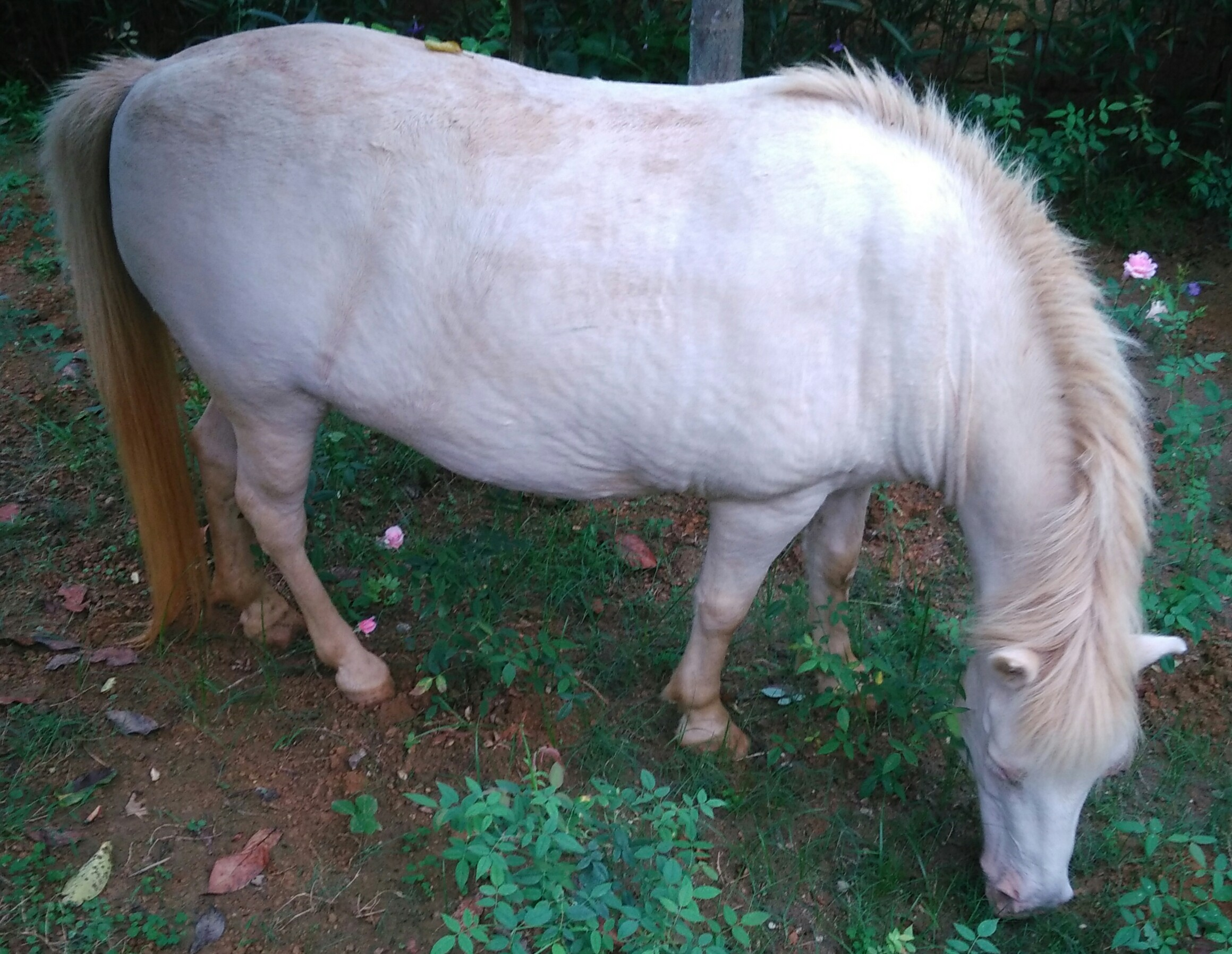
Ngựa bạch Việt Nam có chế độ ăn đa dạng, không kén ăn, chịu kham khổ, ít bệnh tật

Ngựa bạch là loài dễ nuôi, không phải lo chuyện ăn uống nhiều, chúng ăn được tất cả các loại cỏ, rất dễ ăn, chúng ăn tất cả những thứ cây cỏ mà ngựa thường có thể ăn được, bạ cây cỏ gì chúng cũng ăn nhưng đặc biệt là một số loại thảo dược mọc hoang trên núi, thậm chí ăn được cây chuối như lợn, chuối băm trộn lẫn cám. Là loại đại gia súc sống nhiều ở vùng núi nên chăm sóc chắc cũng không khó, cho ngựa ăn đủ thức ăn gồm rau, cỏ, lá ngô kết hợp với thức ăn tinh như cám gạo, cám ngô, mùa mưa ăn cỏ, mùa khô thiếu thức ăn thì chúng ngốn cả thân ngô hay vỏ đậu xanh mà vẫn chẳng nề hà, chẳng bị bệnh tật.
Việc chăm sóc giống ngựa bạch Việt Nam không quá cầu kỳ, chỉ tốn nhiều thời gian, hàng ngày ngựa ăn cỏ lúc 10h và 17h, đến 14h ăn cám. Hầu hết các loại cây cỏ chúng đều ăn được nên khi ở ngoài đồng hay các triền núi chúng tự đi tìm thức ăn, cứ khoảng 5-7 ngày ngựa nhớ nhà thì tự trở về, lúc đó mới cho chúng ăn thêm ít cám hay hèm bia. Chỉ đến lúc sinh sản, để tăng cường sức đề kháng cho ngựa mẹ và ngựa con mới cần bổ sung thêm một số khoáng chất hay thuốc bổ và thuốc sổ giun cho ngựa, giống ngựa bạch thả rông thường rất khỏe mạnh, chẳng mấy khi mắc bệnh<.

### Ngựa giống

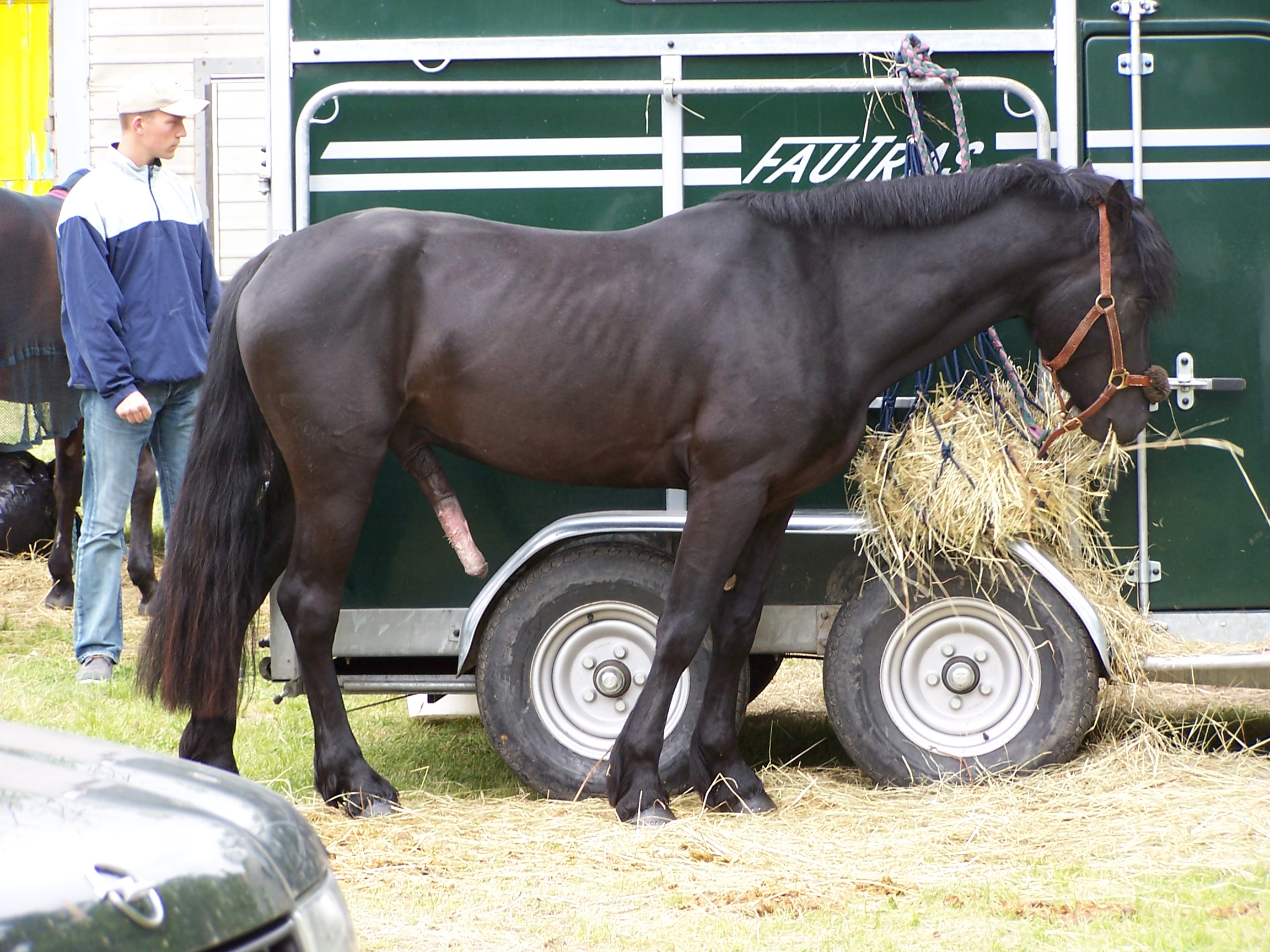
Một con ngựa giống đang động đực, trong giai đoạn này chúng cần được vận động nhẹ và bồi dưỡng

Tính dục cũng như cấu tạo tinh trùng của ngựa đực chịu ảnh hưởng của ngoại cảnh, nhất là mức độ nuôi dưỡng và chất lượng của khẩu phần thức ăn (suất ăn). Nếu cho ăn đủ lượng protein, khoáng, vitamin thì phẩm chất tinh dịch tăng lên rõ rệt. Để thoả mãn được nhu cầu dinh dưỡng và sinh lý của ngựa đực giống, việc lựa chọn thức ăn rất quan trọng. Thức ăn cho ngựa đực giống phải có chất lượng tốt, đủ thành phân dinh dưỡng, nhiều chủng loại, dung tích nhỏ, hợp khẩu vị. Thức ăn hàng ngày phải chia thành nhiều bữa ăn. Phải cho ăn đủ chất khoáng và muối theo liều lượng thích hợp.
Đối với ngựa giống, cần quy định chế độ sử dụng hợp lý để giữ gìn sức khoẻ cho ngựa. Một ngày có thể cho phối một lần, nhưng không quá 6 ngày liên tục, sau một tuần phải cho ngựa nghỉ 1-2 ngày. Những trường hợp cần thiết có thể cho phối 2 lần/ngày nhưng phải có chế độ bồi dưỡng thêm. Phải đảm bảo cho ngựa đực giống được ăn 3 kg cỏ khô/ngày, 2,6-3,0 kg thức ăn tinh hỗn hợp/ngày trong thời gian có phối giống. Có thể thay cỏ khô bằng rơm với tỷ lệ 1 cỏ khô tương đương 1,5 rơm, hoặc bằng cỏ tươi với tỷ lệ 1 kg cỏ khô bằng 3–4 kg cỏ tươi. Trong thức ăn tinh có thể dùng ngô, thóc, cám, bột sắn, khô đậu tương, bột cá, khoáng để có hỗn hợp 2900 Kcal/kg với 14-15 và 15-16% protein tương ứng cho giai đoạn không và có phối giống. Những ngày lấy tinh hoặc phối giống, cho ngựa đực ăn thêm 2-3 quả trứng gà.

### Ngựa nái

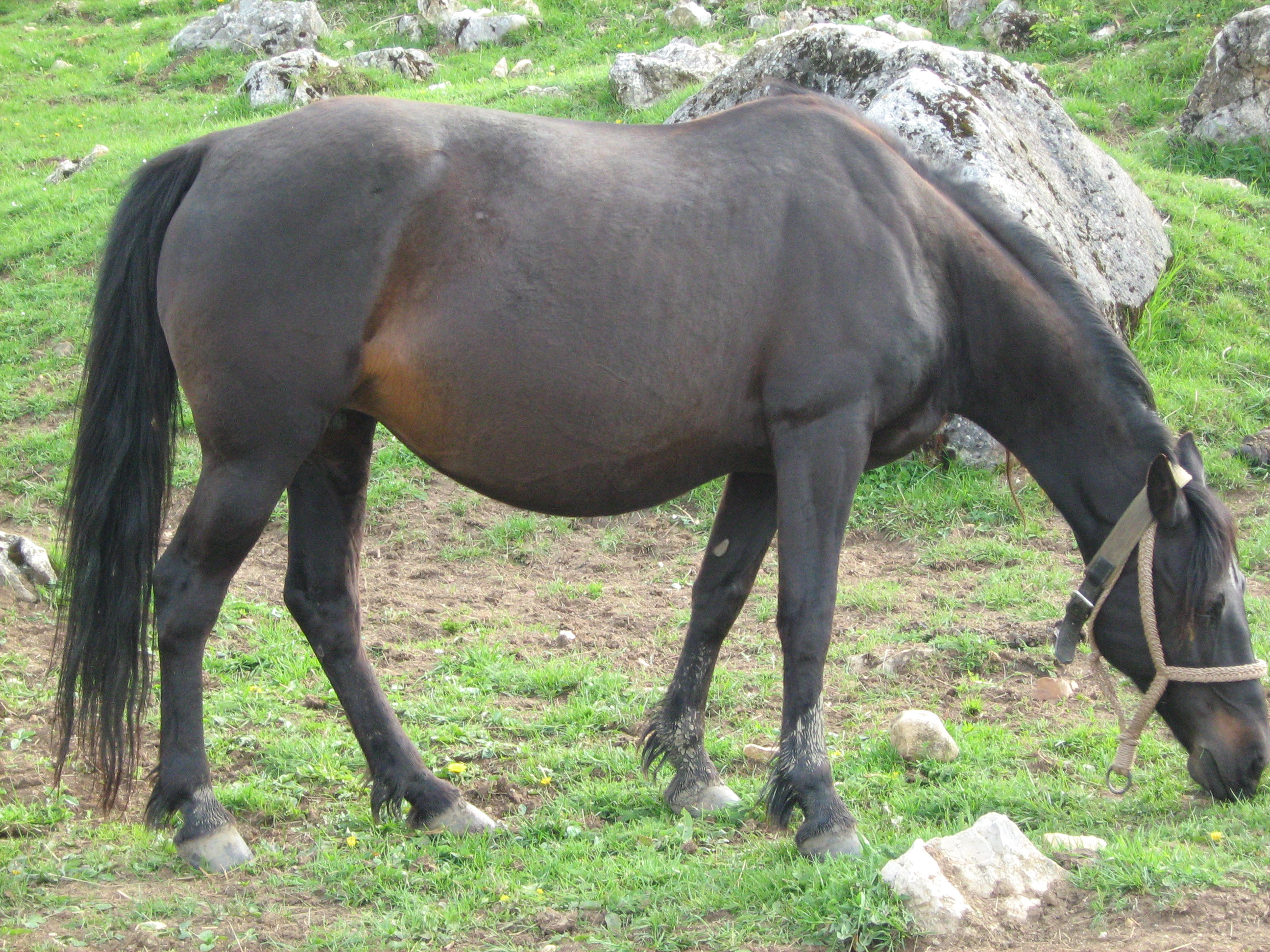
Một con ngựa nái đang mang thai được cho ăn cỏ

Đối với ngựa đẻ, sau khi đẻ, cho ngựa mẹ uống uống nước ấm có pha muối hoặc cám. Bồi dưỡng cháo gạo trong khoảng 1 tuần để ngựa mẹ mau lại sức. Mấy ngày sau khi đẻ chỉ nên cho ngựa ăn ít nhưng ưu tiên những thứ dễ tiêu như cám, cỏ non, 5-7 ngày sau ngựa ăn khoẻ thì tăng dần khẩu phần. Ba ngày sau khi đẻ để ngựa ở trong chuồng chăm sóc chu đáo. Từ ngày thứ 7 trở đi dắt ra buộc ở bãi cỏ gần chuồng. Cũng thời gian này, ngựa mẹ đã động dục trở lại, cần theo giỏi để kịp thời phối giống. Để có nhiều sữa cho con bú, ngay từ tháng chửa cuối, đã phải nuôi ngựa mẹ bằng chế độ dinh dưỡng cao.
Sau khi đẻ cho ăn đủ cỏ tươi, cỏ họ đậu, củ quả, thức ăn tinh, thức ăn giàu chất khoáng. Trong 1 lít sữa có 0,8 g Ca và 0,6 g P tức là một ngày ngựa cái tiết ra theo sữa 8 – 12 g Ca và 6 – 9 g P. Cứ sản xuất ra 1 kg sữa, ngựa cái cần 0,33 đơn vị thức ăn với 30 – 35 g prôtêin thêm vào khẩu phần duy trì. Cho ngựa mẹ ăn từ 1-1,5 kg/ngày (nguồn thức ăn tinh là ngô, cám, thóc…) lượng thức ăn thô cần bằng 12-15% khối lượng cơ thể, ngựa chăn thả 4 giờ trong ngày có thể thu nhặt được 35-40% nhu cầu thức ăn thô còn lại phải được bổ sung cho đủ và cho ăn làm nhiều bữa, ngựa chửa cần được ăn thêm bữa buổi tối.

## Nguồn thức ăn

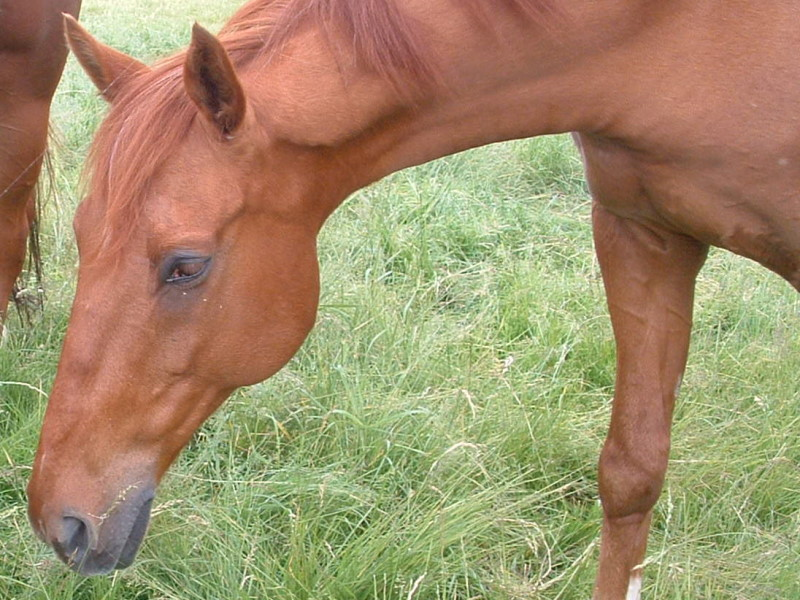
Một con ngựa đang ăn cỏ, cỏ chính là nguồn thức ăn chính của ngựa

### Thức ăn xanh

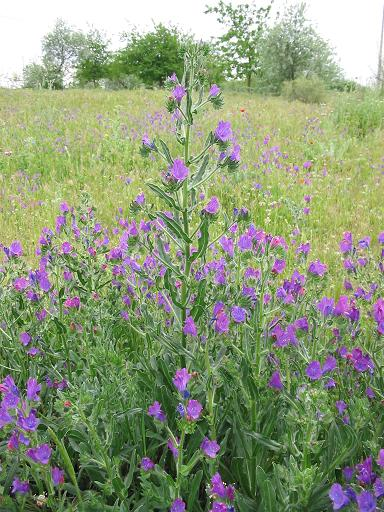
Echium plantagineum là loại cỏ gây ngộ độc cho ngựa

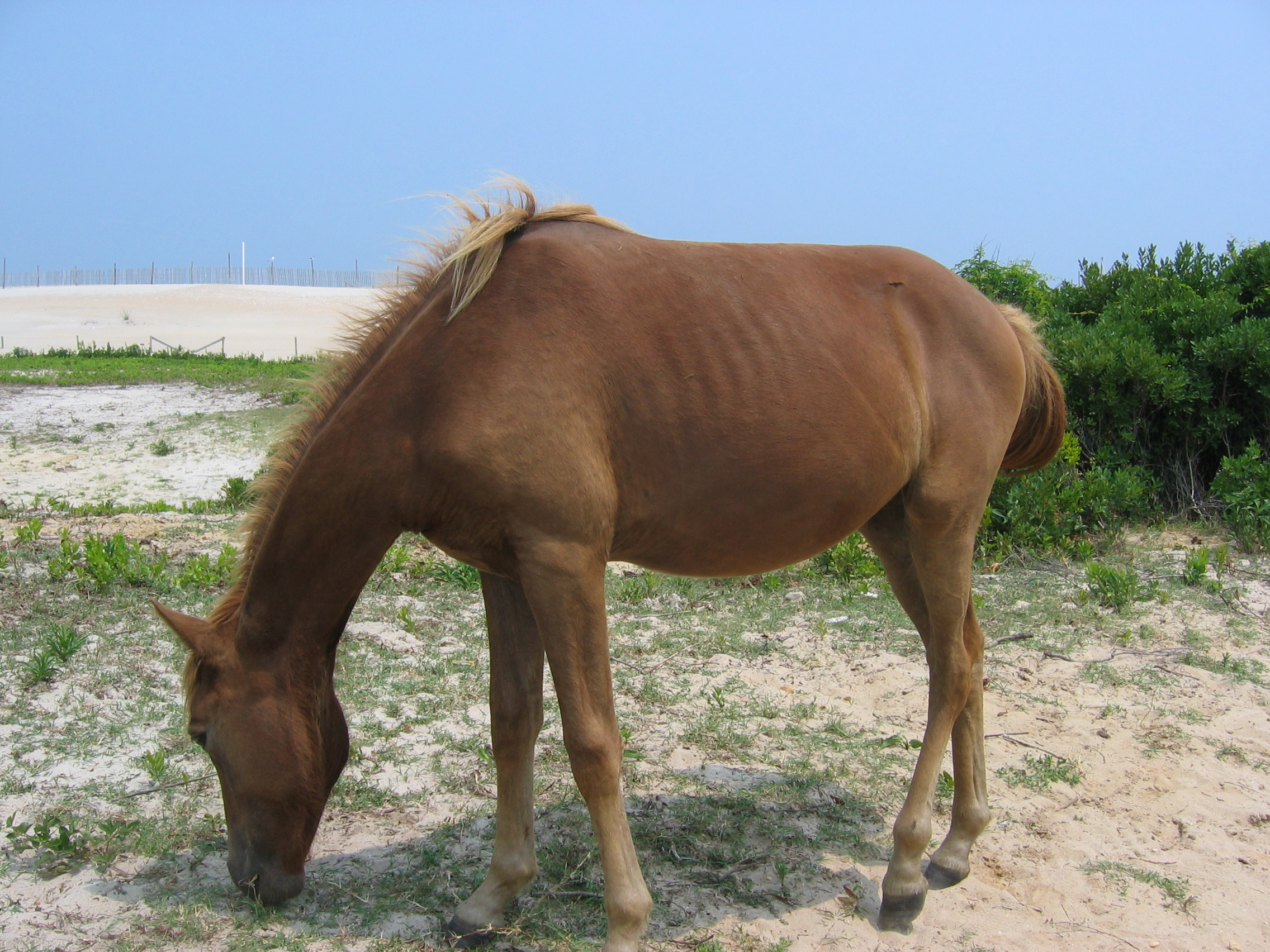
Một con ngựa hoang đang gặm cỏ trên đồi cát

### Thức ăn tinh

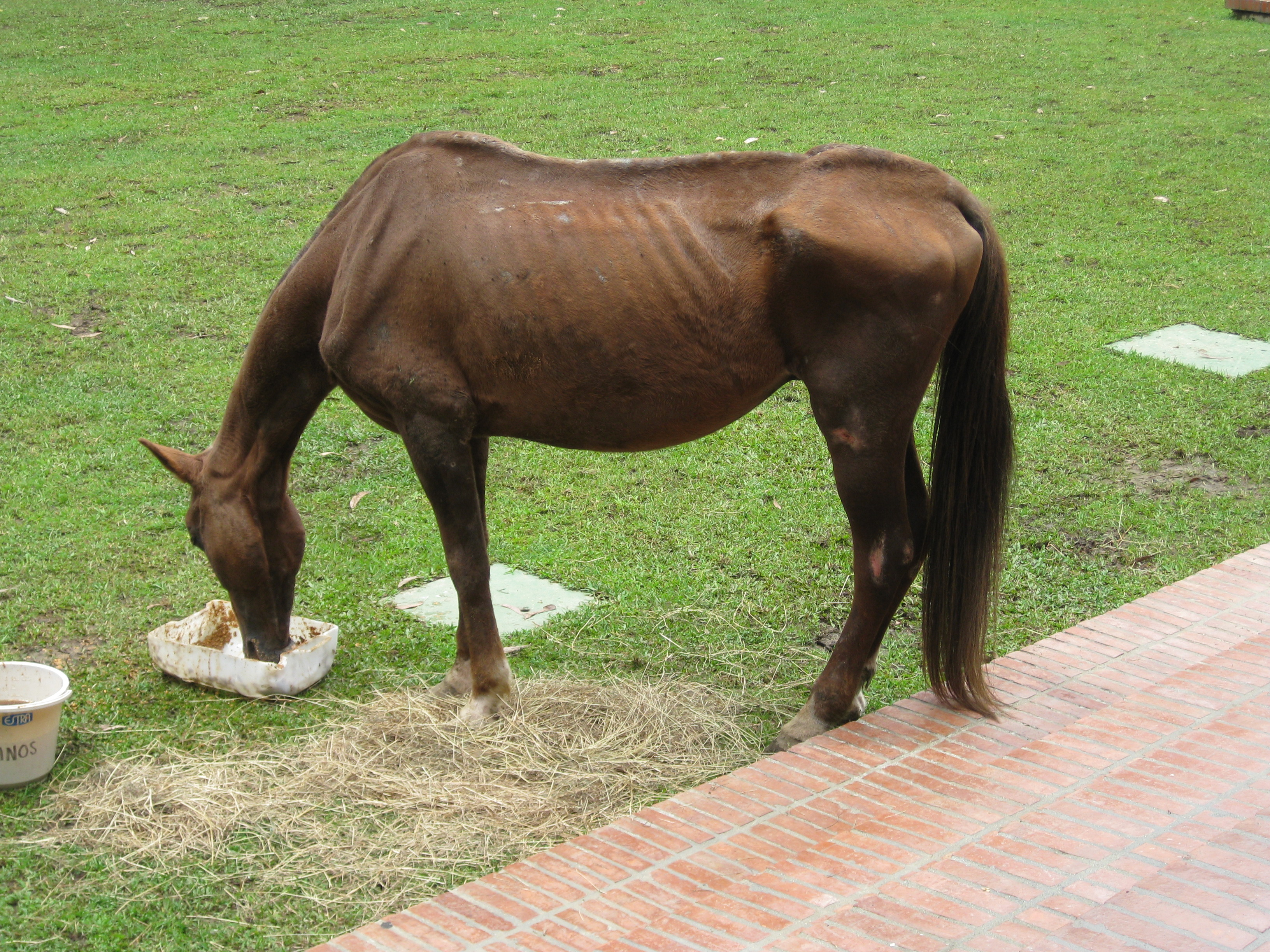
Một con ngựa đang ăn cám tổng hợp

### Đạm, khoáng

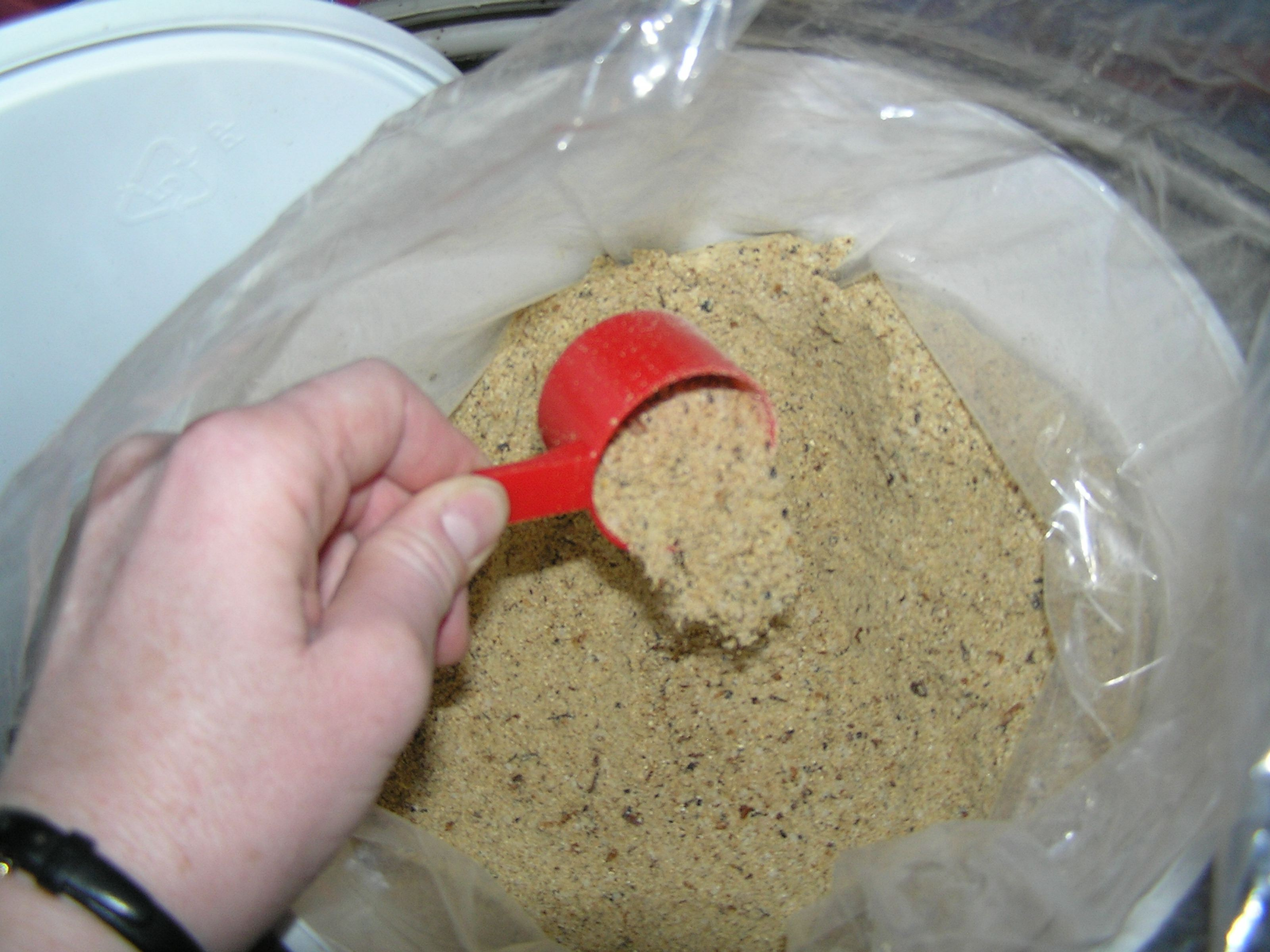
Thức ăn tổng hợp cho ngựa được bổ sung thêm đạm và khoáng

### Chế biến

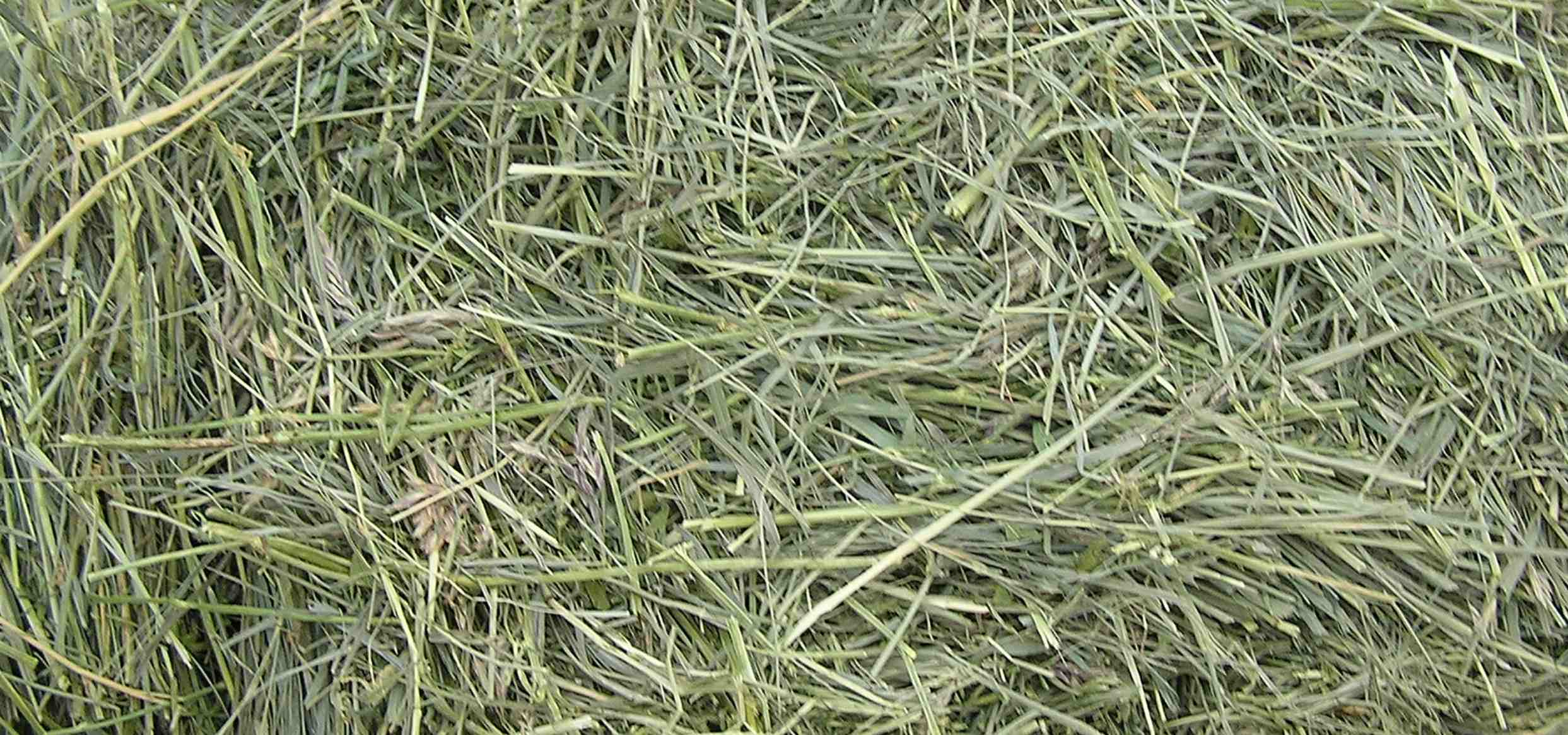
Cỏ cho ngựa phải được xử lý sạch sẽ, không lẫn tạp chất, đặc biệt là không có các loại thuốc diệt cỏ, thuốc trừ sâu vì ngựa rất mẫn cảm và dễ đau bụng

### Định lượng

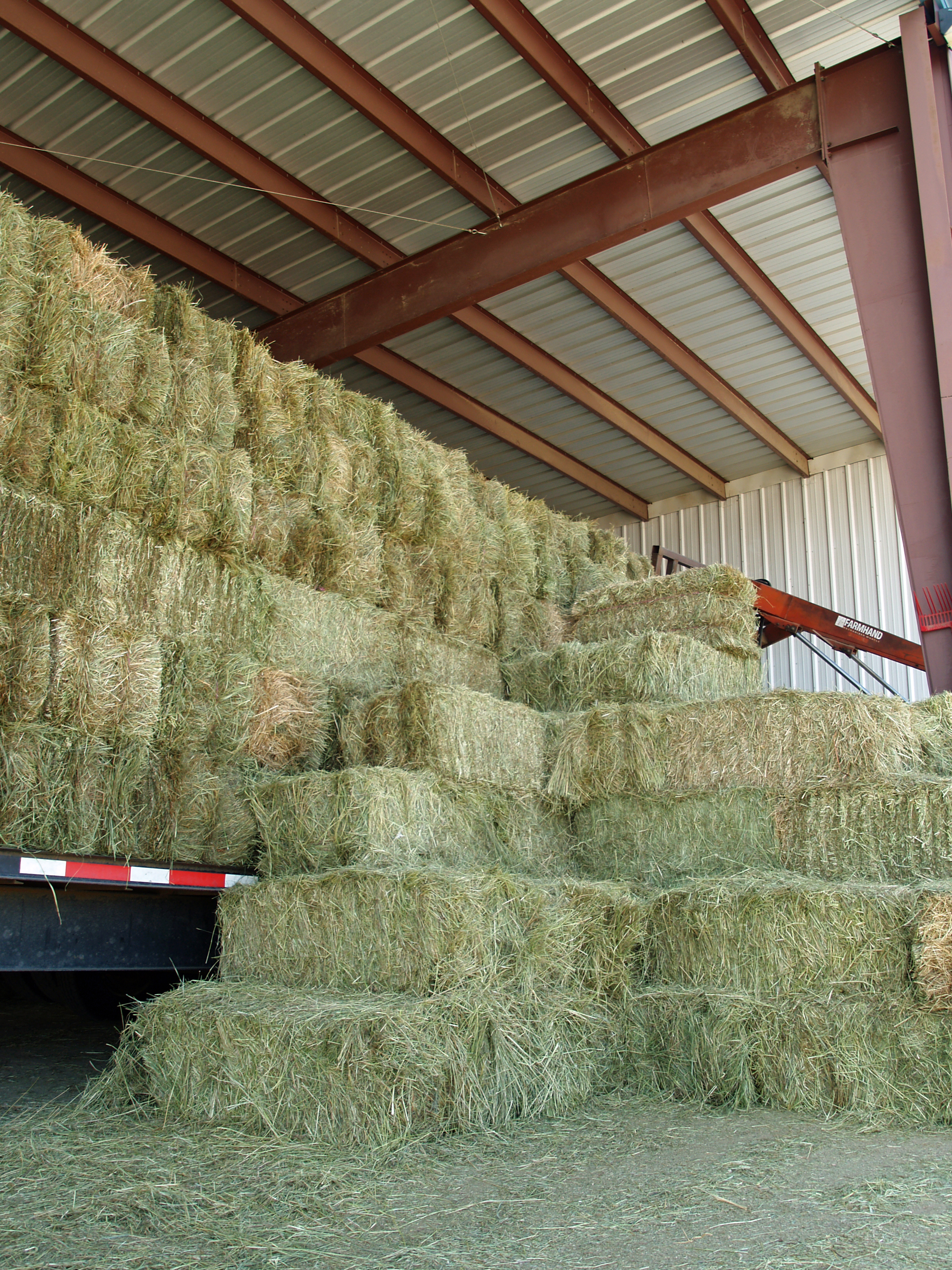
Rơm khô cho ngựa

### Đong lường

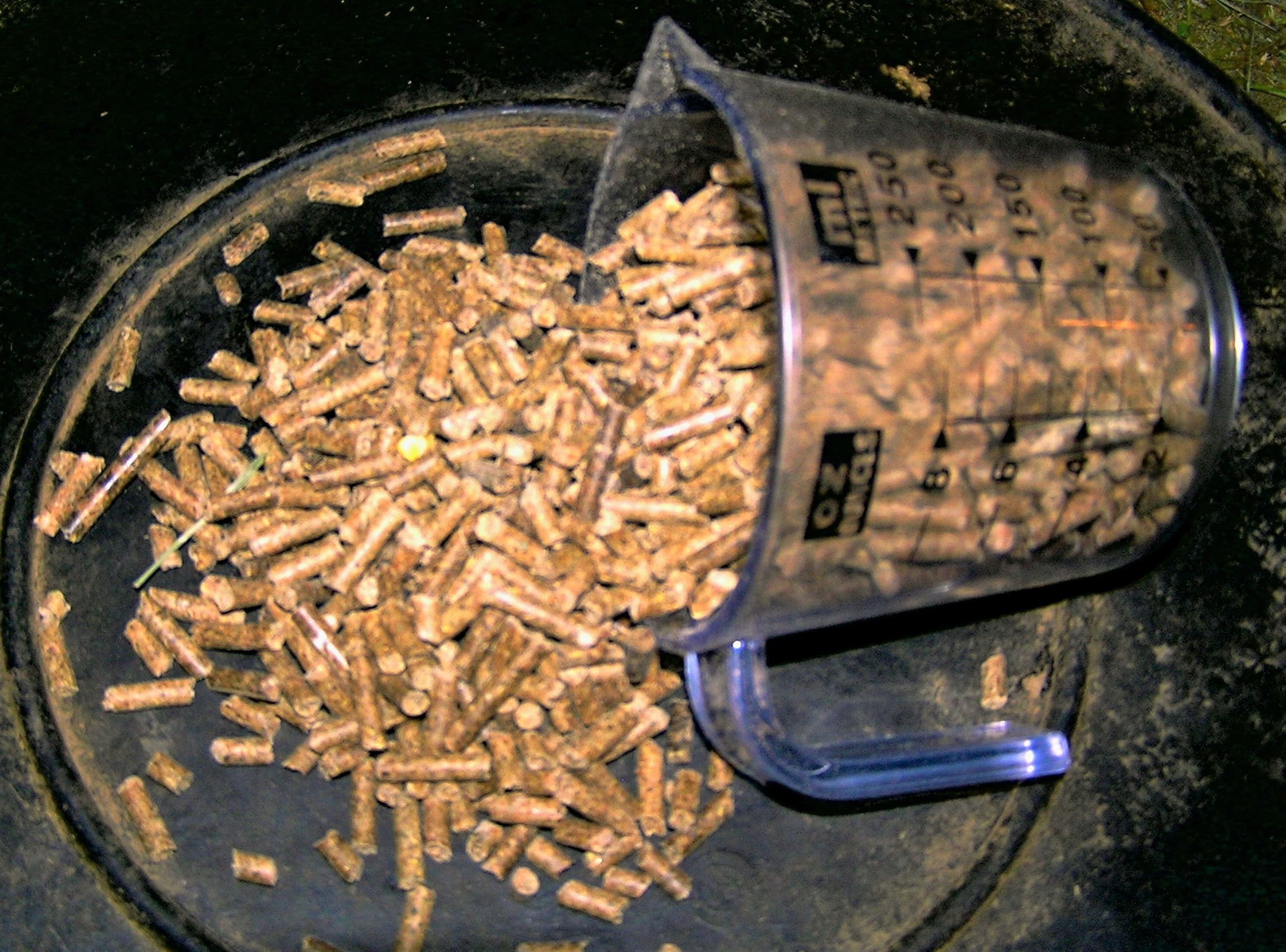
Đong thức ăn cho ngựa

### Điều chỉnh

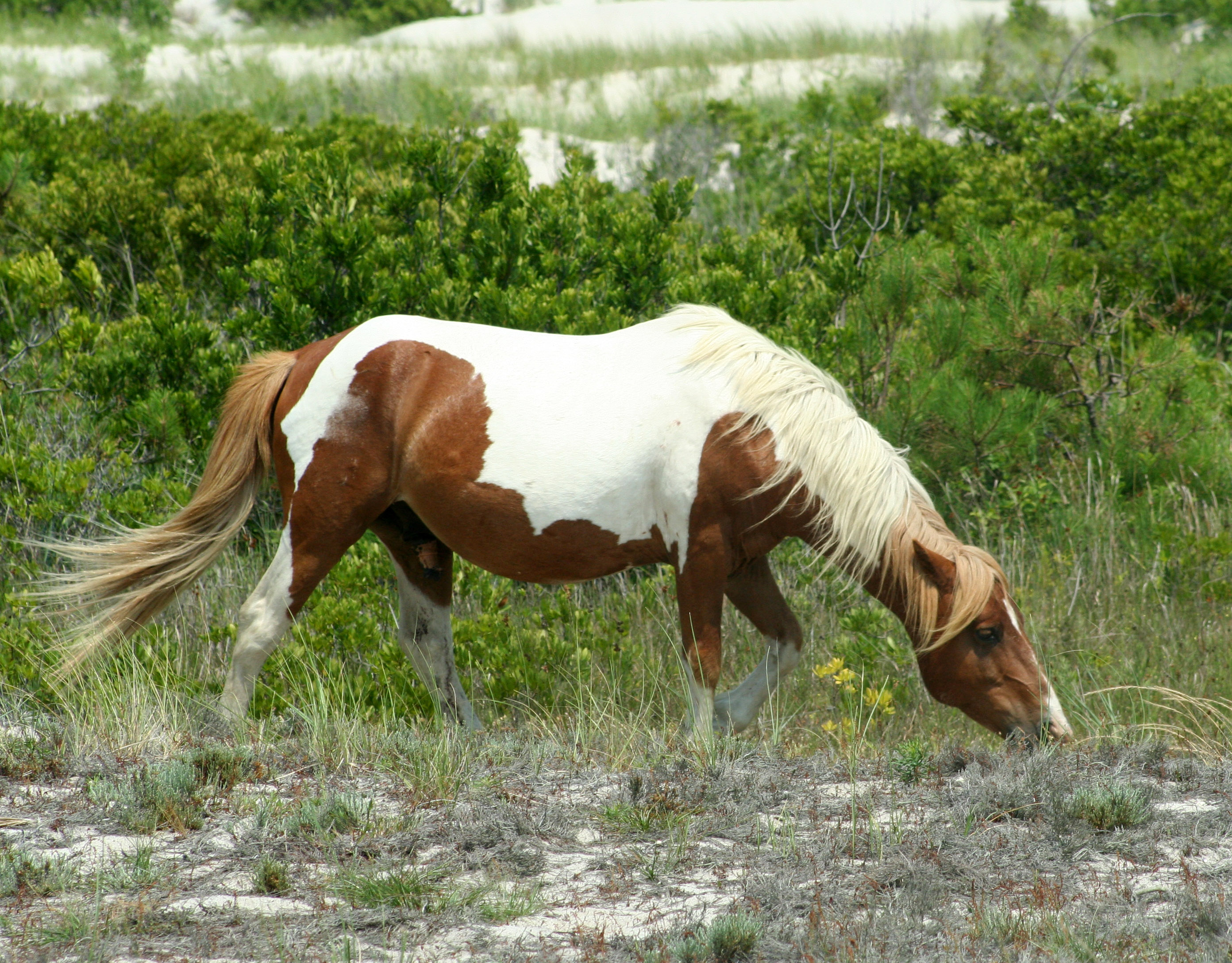
Một con ngựa đang ăn cỏ tự do

### Uống đủ nước

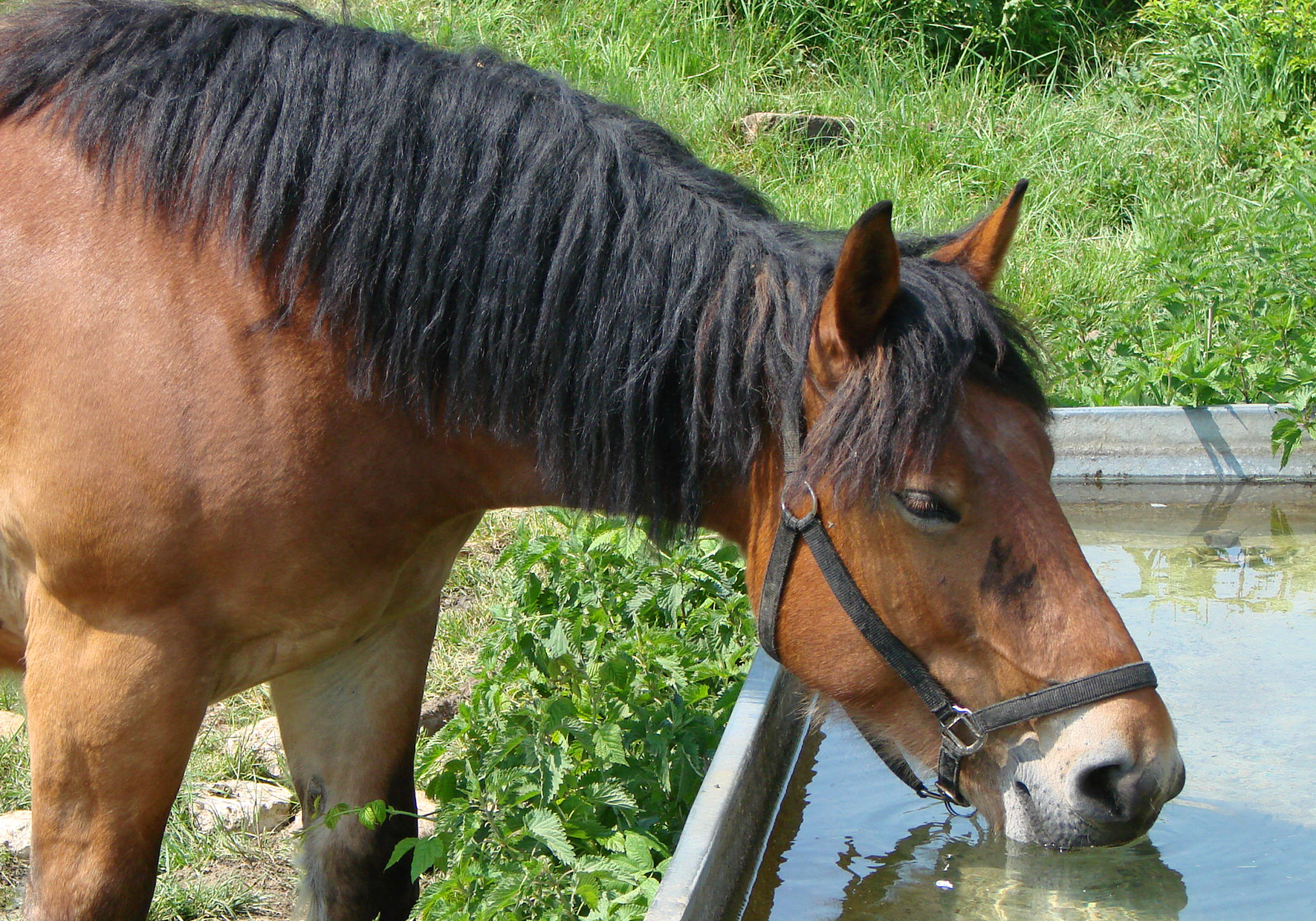
Ngựa phải uống đủ nước

### Ăn thô trước

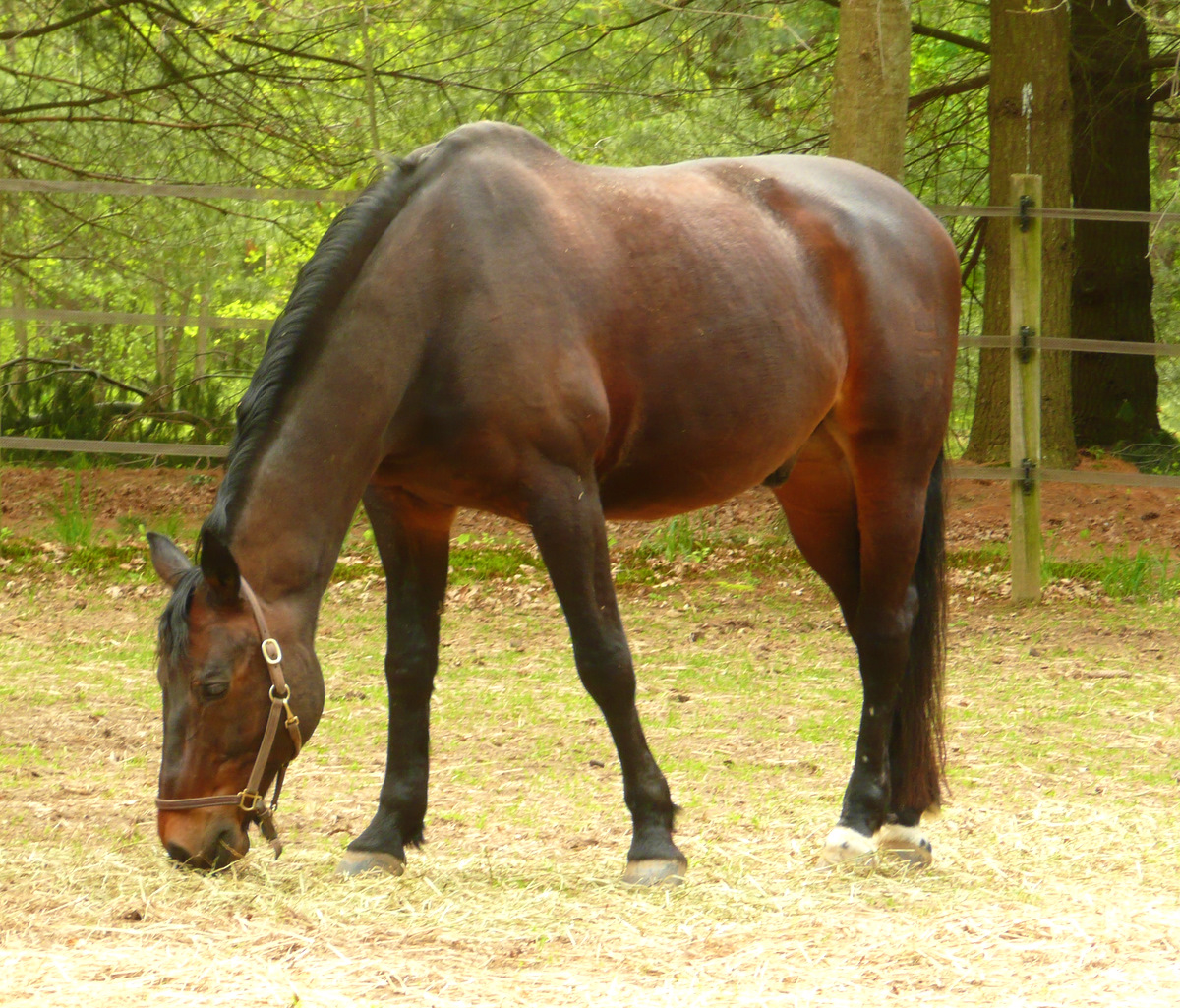
Ngựa đang ăn rơm khô

### Theo dõi sát

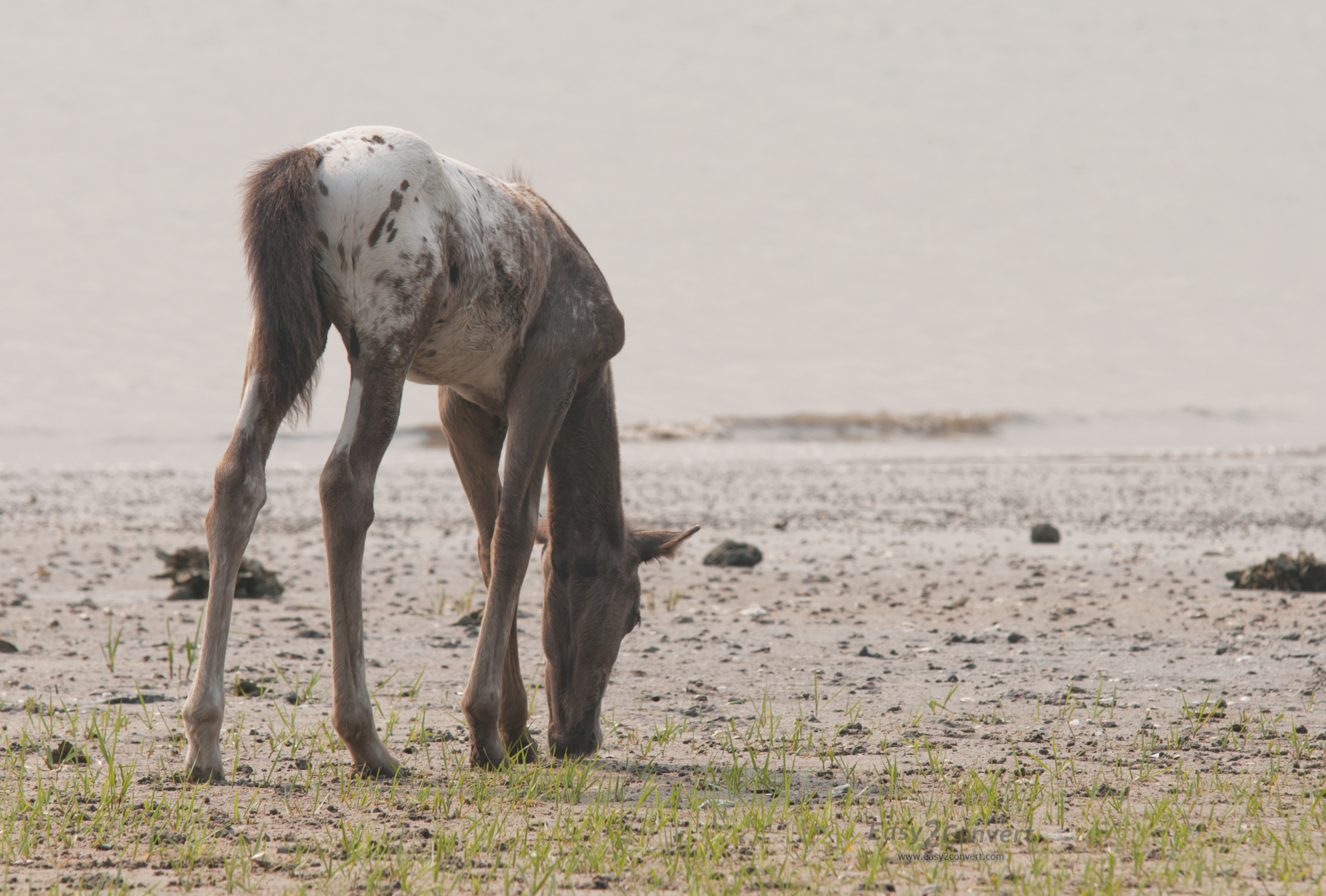
ngựa đảo Cumberland cũng phải chịu các vấn đề tiêu hóa liên quan đến việc ăn phải một lượng lớn cát trong thức ăn đã gây tắc nghẽn đường ruột và đầy bụng

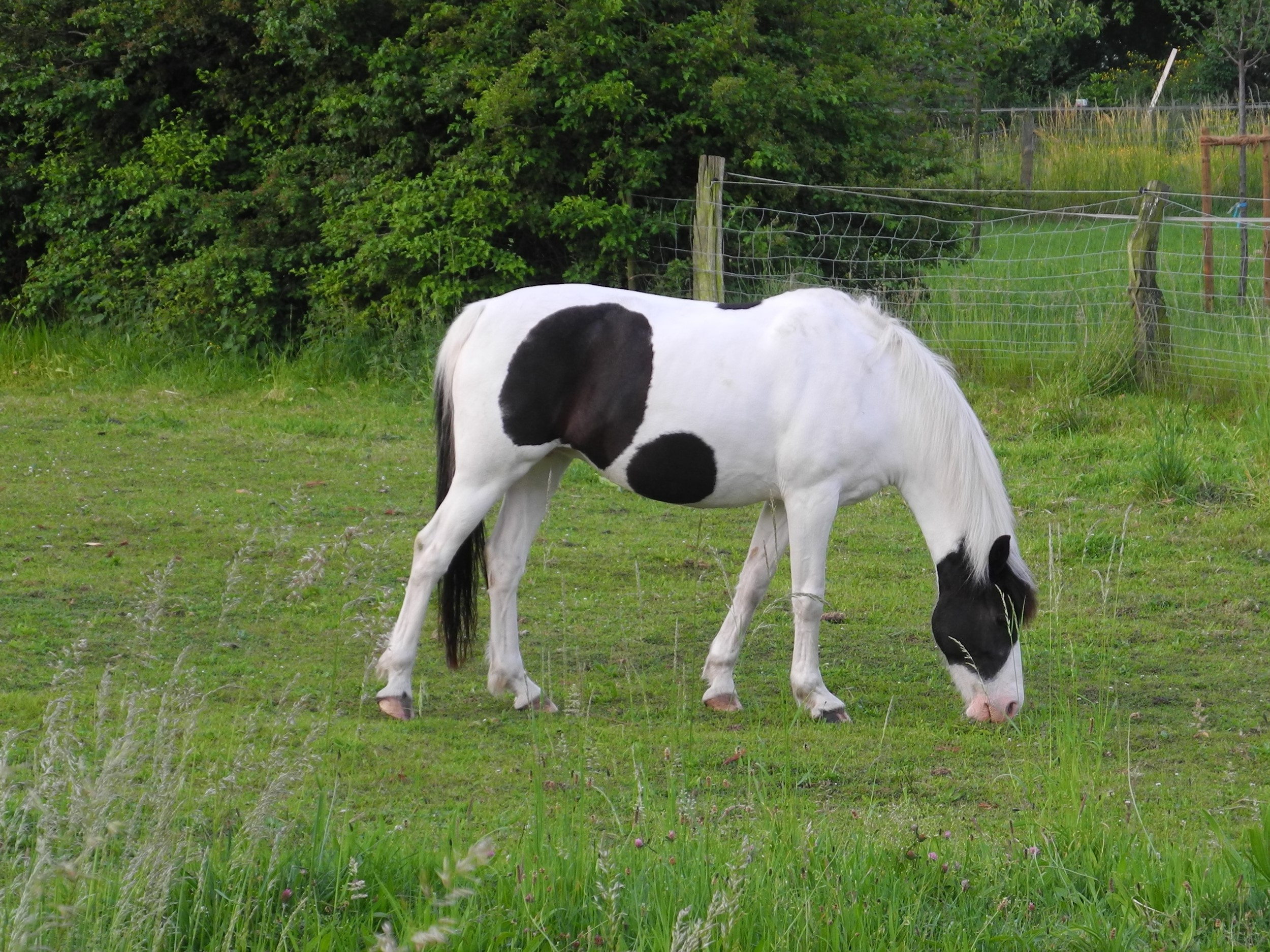
Thường xuyên quan sát ngựa ăn

### Ngựa non
Ngựa con lúc 35 ngày tuổi đã liếm thức ăn tinh và cỏ từ bãi chăn. Ngựa con cần được bổ sung thức ăn tinh từ lúc ngựa 40 ngày tuổi, lượng thức ăn cho ăn tăng dần từ 0,1 kg ngày đầu bổ sung đến 0,3 kg ở giai đoạn 6 tháng tuổi. Thức ăn thô được cắt ngắn 5–7 cm, cho ăn vào bữa chiều và tối, lượng ăn bằng 10% khối lượng cơ thể. Máng ăn cho ngựa con được làm bằng gỗ hoặc máng xi măng, đạt độ cao 0,4-0,5 m để ngựa con dễ ăn. Thức ăn tinh nên bổ sung cho ngựa con ăn vào buổi trưa.
Đối với ngựa con được 3 tháng tuổi, bắt đầu cho ngựa con tập ăn cám tổng hợp, cỏ non, người nuôi cần cho thức ăn vào máng ăn nhỏ trong chuồng ngựa con và cho ăn tự do. Với ngựa sau cai sữa từ 6 tháng đến 1 năm cho ăn thức ăn thô bằng 15-20% trọng lượng cơ thể và bổ sung 1 kg thức ăn tinh/ ngày. Với ngựa trên 1 năm, cho ăn thức ăn thô bằng 12-15% trọng lượng cơ thể và bổ sung 1,5 kg thức ăn tinh/ ngày. Với ngựa chửa và nuôi con cần tăng lượng thức ăn tinh lên khoảng 2 kg/ con/ ngày.